# Kastner (Adelsgeschlecht)

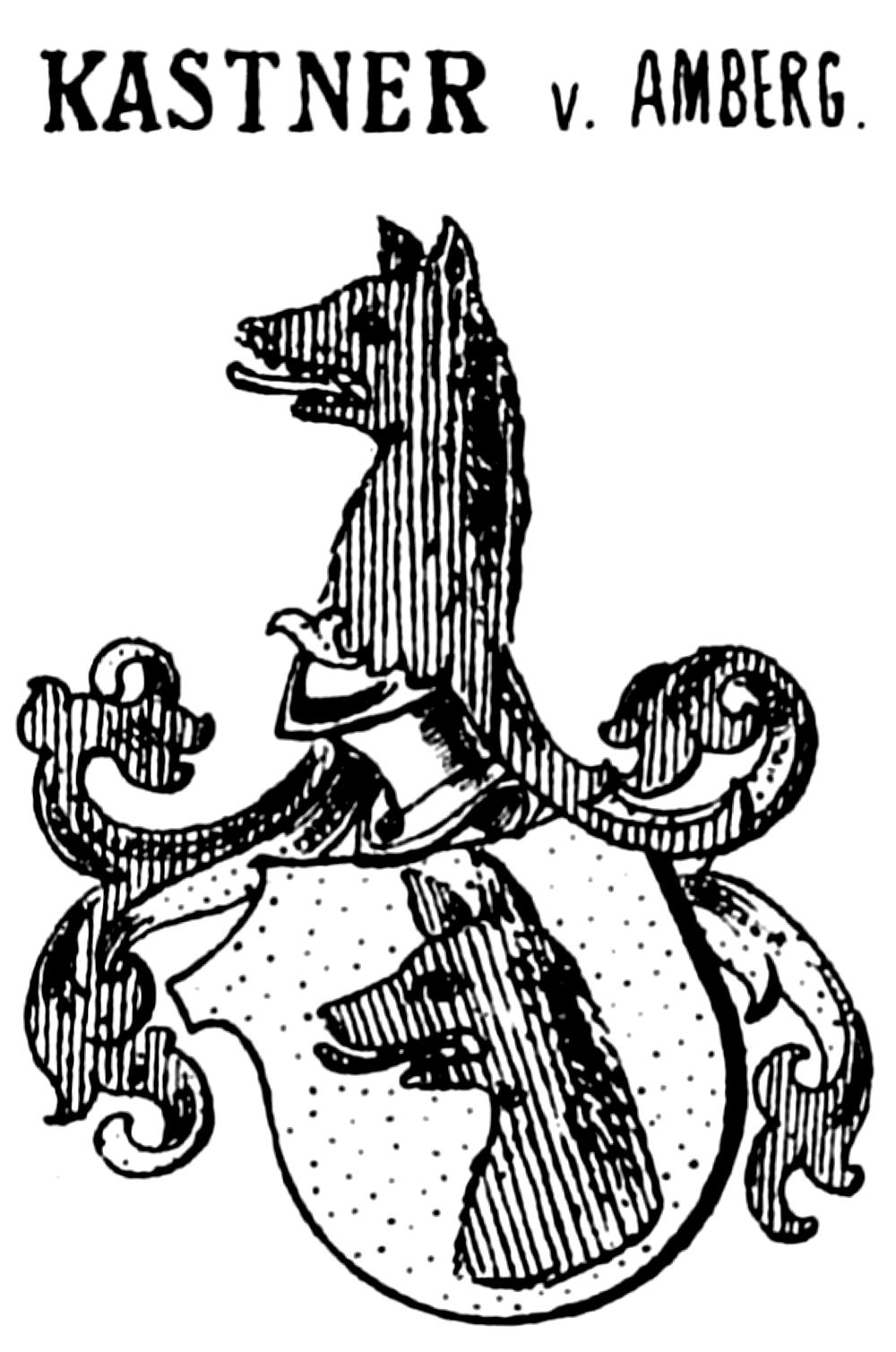
Wappen der Kastner von Amberg

Die Kastner von Amberg (oft auch Castner oder Chastner geschrieben) waren eine im Nordgau ansässige bayerische Eisengewerke- und Adelsfamilie, die eine Vielzahl an Hammerwerken und Hofmarken besaß. Zum Hauptsitz der Familie wurde der Hammer Unterschnaittenbach, der von 1398 bis 1748 im Besitz der Familie war; weitere wechselnden Besitzungen befanden sich u. a. in Neumühle bei Amberg, Rosenberg bei Sulzbach, Holzhammer bei Schnaittenbach oder in Schellhopfen bei Pleystein. Diese Familie war etwa 300 Jahre lang führend im Amberger Eisenhandel, sie besaß neben Eisenhämmern auch Erzgruben und zuletzt auch Bleierzbergwerke. In Amberg standen ihre Mitglieder in hohem Ansehen, sie waren im Rat der Stadt vertreten und stellten oftmals Bürgermeister. Sie wurden berühmt durch ihre Stiftungen an Kirchen und auch für verarmte Mitbürger. Aus dem Kapital ihrer 1433 gegründeten Stiftung „Reiche Almosen“ wurden jahrhundertelang 54 Hausarme gespeist.

## Geschichte
Der Name Kastner leitet sich von der Amtsbezeichnung eines mittelalterlichen Rentbeamten her. Es gab in Bayern mehrere Adels- und Patrizierfamilien mit dem Namen Castner oder Kastner; aufgrund der Wappen können diese nicht immer miteinander verwandten Familien aber voneinander unterschieden werden. Die Kastner von Hainsbach und Haindling hatten ihren Stammsitz im Gericht Pfaffenberg. Ihr Lehen stammte vom Kloster St. Emmeram. Der letzte dieser Familie war der „edl und vest“ Gabriel zu Hainsbach und Haindling und Motzing († 1565). Als Kastner von Pilsting wird „der edl weiss“ Heinrich Kastner zu Pilsting im 15. Jahrhundert in Urkunden des Klosters Aspach genannt. Der Conrad Kastner von Nappurg war königlicher Landschreiber in Amberg und hat im Auftrag von König Rupprecht III. erfolgreich bei Königin Margarethe von Dänemark und deren Großneffen Erich für Pfalzgraf Johann um die Hand der Katharina von Pommern-Stolp, Tochter des Herzog Wartislaw VII. von Pommern-Stolp, angehalten. Die Tochter des Hans Castner von Pechhofen heiratete 1442 den Friedrich Castner von Schnaittenbach. Die Castner zu Mauheim stammten aus Straubing und wurden erst 1708 von Kaiser Joseph I. geadelt.

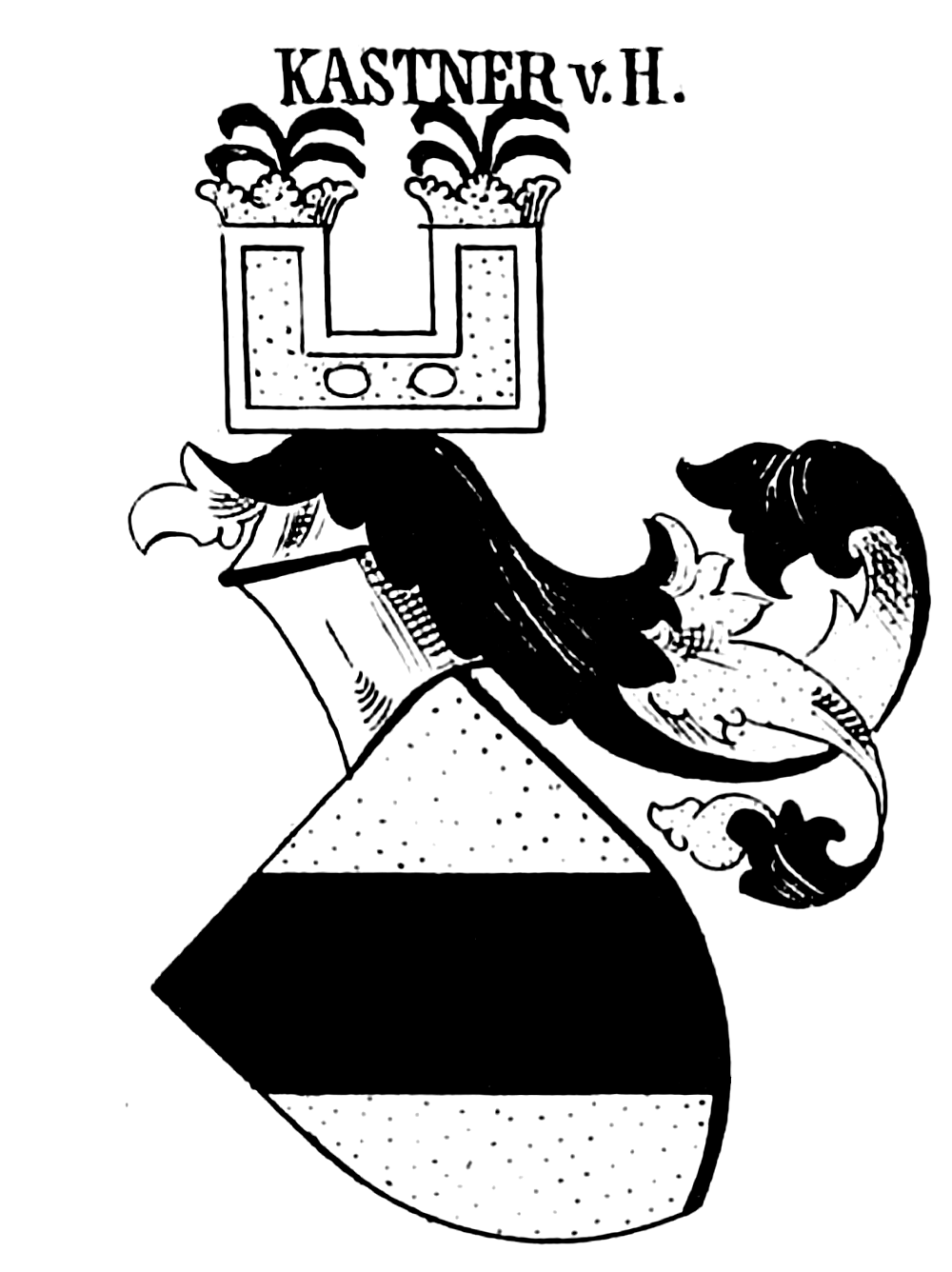
Wappen der Kastner von Hainsbach
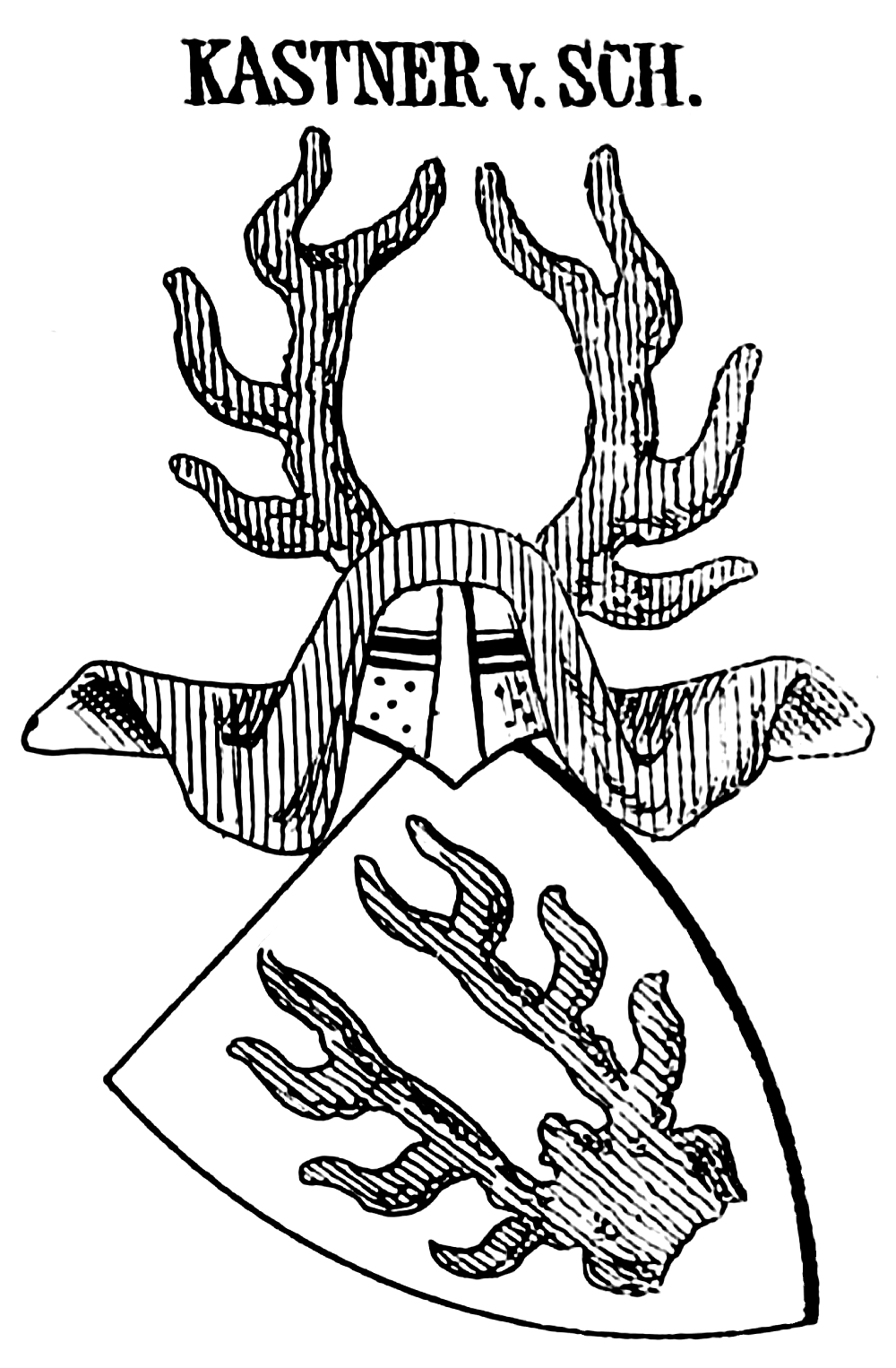
Wappen der Kastner von Schnaittach
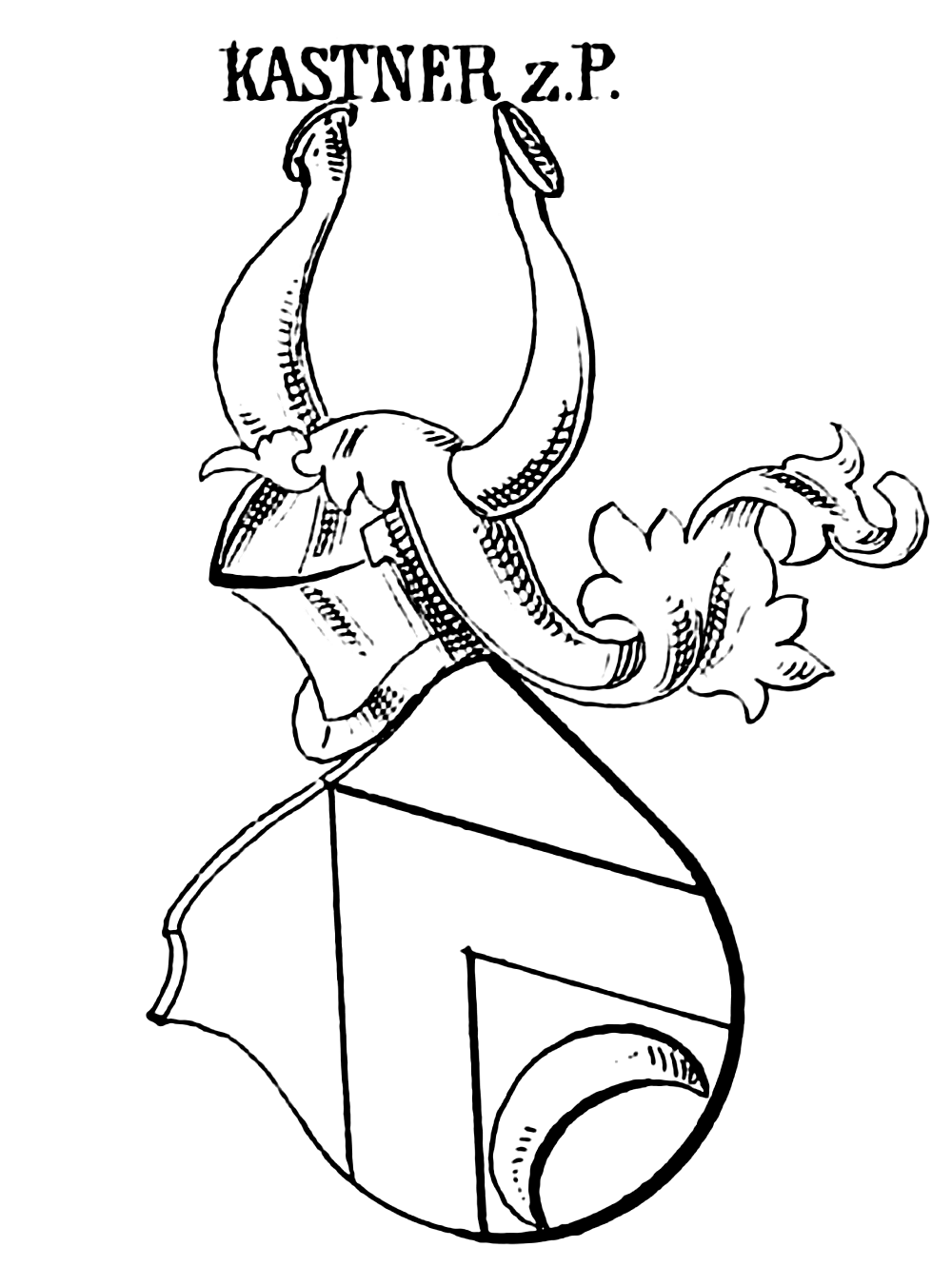
Wappen der Kastner zu Pilsting
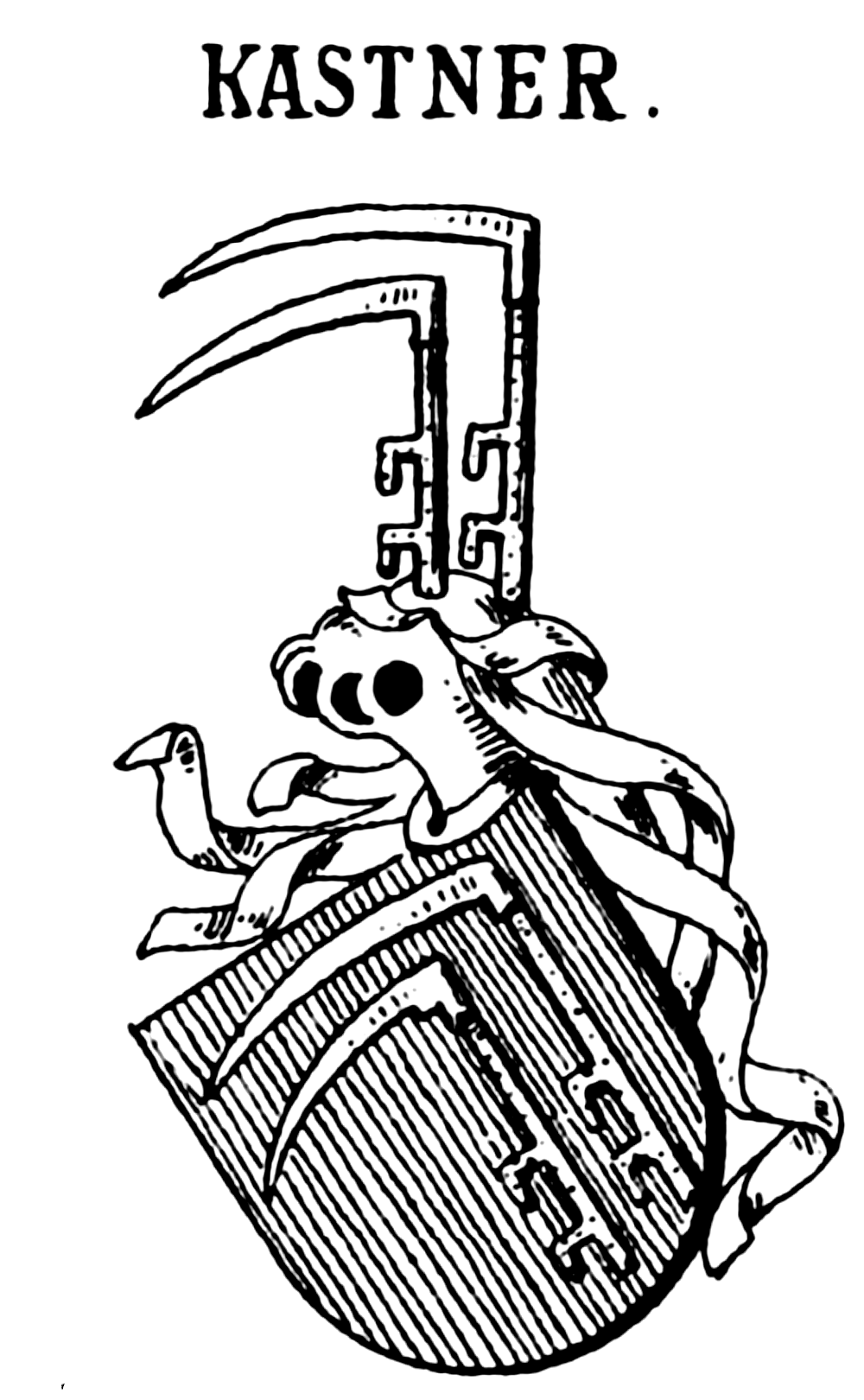
Wappen der Kastner
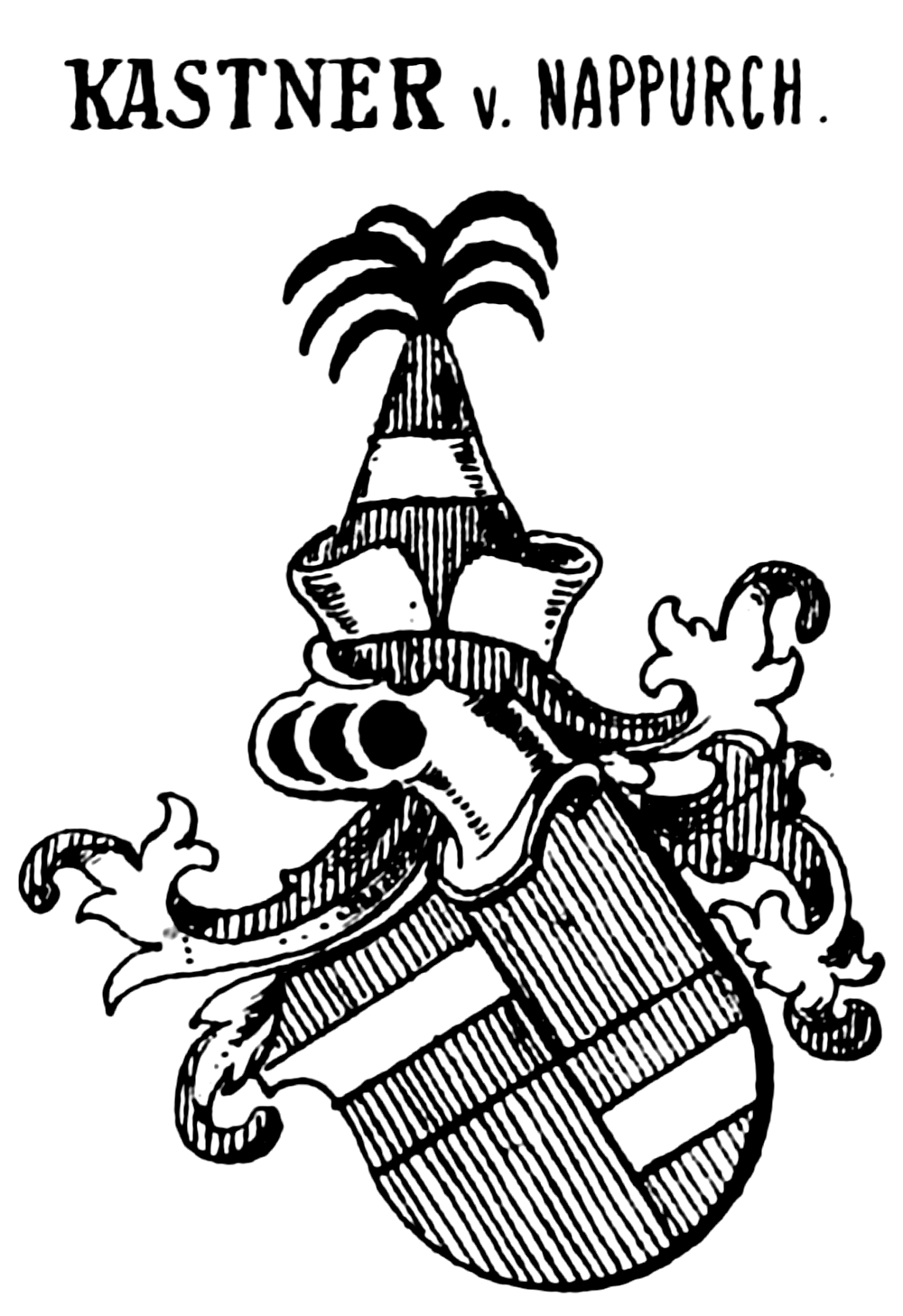
Wappen der Kastner von Nappurg
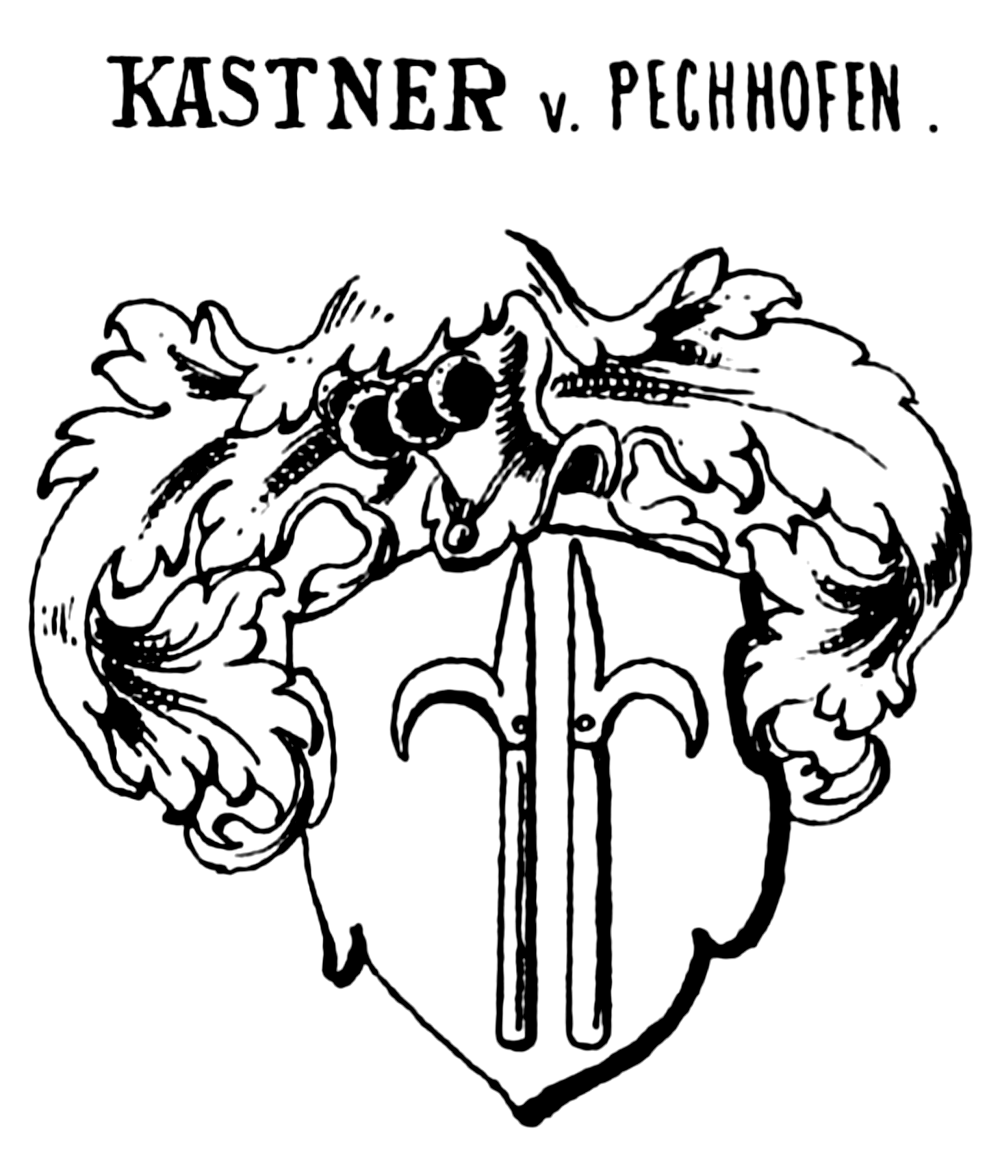
Wappen der Kastner von Pechhofen
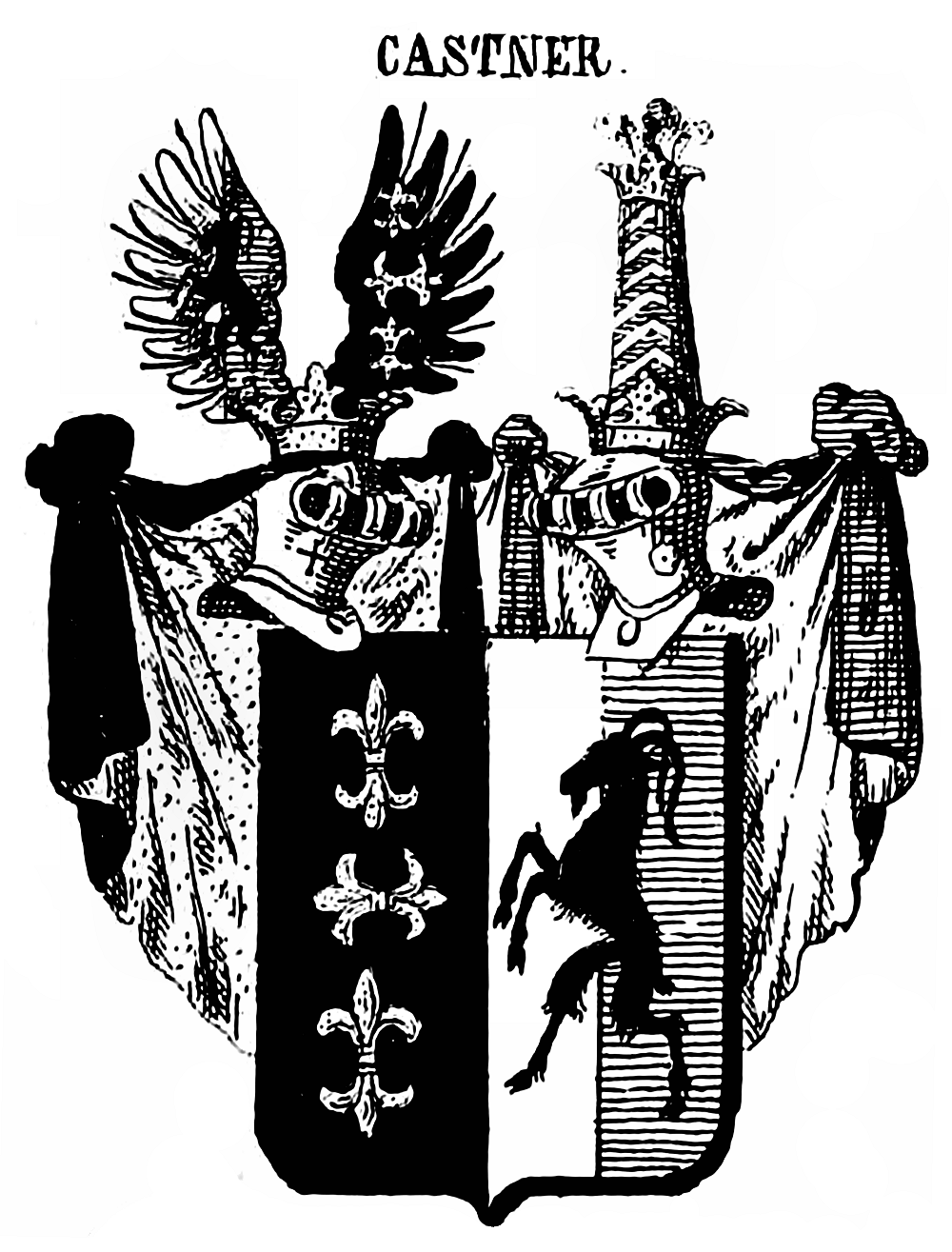
Wappen der Castner zu Mausheim

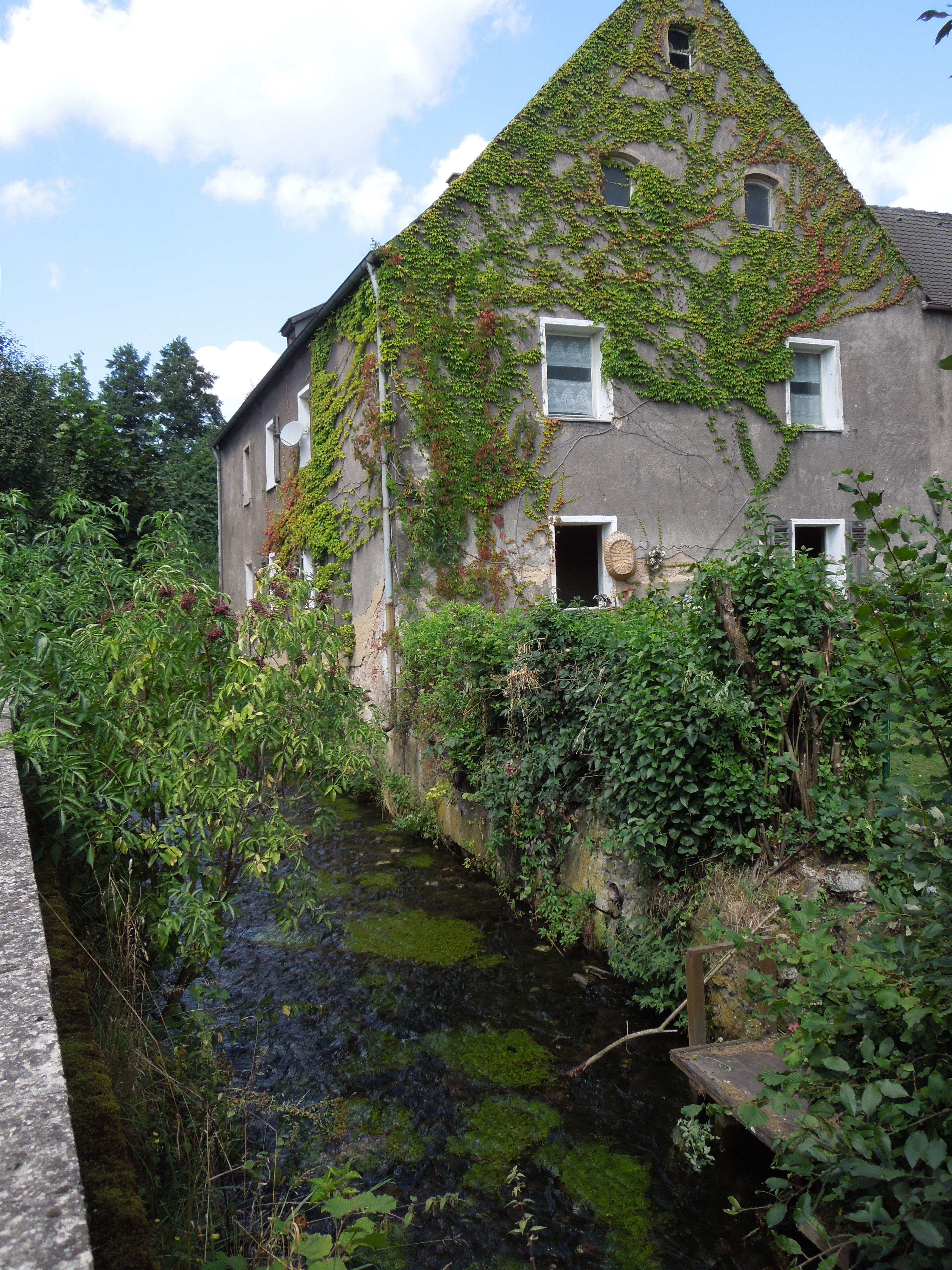
Hammer Rosenberg (2016)

Im Folgenden sollen die Kastner von Amberg bzw. die später nach ihrem Stammsitz so benannten Kastner von Schnaittenbach dargestellt werden. Der erste urkundlich in der Oberpfalz nachgewiesene Castner hieß Conrad Castner von Sulzbach. Dieser hatte 1306 eine Kerzenstiftung von jährlich 1 Pfund Pfennige für die Kirche St. Georg in Amberg getätigt, 1320 stiftete er eine Brotspende für die Armen von Sulzbach. Die Witwe Anna (Frau des Friedrich Castner der Ältere) von Amberg unterstützte diese Stiftung 1390 durch die Überlassung einer Gült von jährlich 4 Maß Korn. Conrad Castner hatte vier Kinder: Rüdiger, Erhard, Cuntzel und Heinrich. Rüdiger wird 1338 als Marchard der Kirche von Sulzbach genannt, 1368 erhält ein Rüdiger Castner diverse Lehen in Sulzbach und Höflarn, die er von den Truchsessen von Holnstein kaufte. Heinrich wurde Pfarrer zu Hahnbach. Da die Amberger Witwe Anna die Stiftungen dieser Castner unterstützt hat, ist von einer familiären Beziehung auszugehen, auch wenn diese im Detail nicht bekannt ist.
Ab 1396 wird ein weiterer Conrad Castner als Landschreiber und später als Landrichter zu Amberg genannt. Im Auftrag von König Rupprecht III. hielt er zusammen mit Johann dem Hadmar, Herr von Laber, und Hans Truchseß von Baldersheim erfolgreich bei Königin Margarethe von Dänemark und deren Großneffen Erich für Pfalzgraf Johann um die Hand der Katharina von Pommern-Stolp, Tochter des Herzog Wartislaw VII. von Pommern-Stolp, an. Am 2. August 1407 bestätigte König Ruprecht zu Heidelberg diese Abmachung. Ein Ruprecht Castner erscheint in der Funktion eines Landschreibers ab 1413, 1399 hatte er dieses Amt in Nabburg ausgeführt, 1410 war er Landschreiber und Sigler zu Neunburg vorm Wald und 1415 Landschreiber von Amberg. Für ein erworbenes Gut zu Ratenberg erhielt er von König Rupprecht am 27. Dezember 1402 einen Wappenbrief und am 26. Januar 1413 einen für Wolfringen. Er und der bereits genannte Conrad führten dasselbe Wappen. Beide können aber genealogisch nicht genau eingeordnet werden.

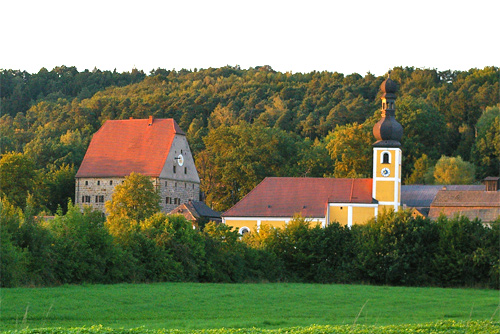
Schloss und Hofmark Wolkering

Als erster Kastner von Amberg wird 1311 als Zeuge bei einer Schenkung an die Gotteshäuser in Amberg ein weiterer Conrad Castner genannt. 1342 erscheint er (oder sein gleichnamiger Sohn) bei einem Wasserprozess mit seinem Schwiegersohn Chunrat dem Sleicher. Conrad Castner hatte drei Söhne (Conrad, genannt der Purzer, Ulrich, genannt der Bauer, und Heinrich) sowie zwei Töchter, eine war mit einem Schweinkendorffer verheiratet, die andere mit Chunrat dem Sleicher. Conrad und Heinrich erließen 1334 ein Vermächtnis an das Spital zu Amberg, wofür am St. Georgstag ihrer und ihrer Familie mit einer Messe gedacht werden sollte. Heinrich wird in einer Urkunde vom 4. Juni 1340 als Gläubiger des Pfalzgrafen Rupprecht genannt.
1349 wird Hans Castner I. († 1383) als Siegelzeuge erwähnt. In diesem Jahr stiftet er und seine Frau Osanna (vermutlich eine geb. Schoderl) einen Hof in Paulsdorf für eine Messe in St. Georg zu Amberg. U. a. stand der Hammer Neumühle bei Amberg in seinem Eigentum, vermutlich war er sogar der Gründer dieses Werkes. 1354 erwarb er von seinem Schwager Friedrich Schoderl das Gut Wappersdorf. Er war Mitglied des Rates von Amberg, Kirchenverwalter von St. Georg und Spitalpfleger. Er betätigte sich hauptsächlich als Eisengroßhändler und Geldverleiher; in dieser Funktion müsste er des Öfteren gegen säumige Schuldner vorgehen. Da er ohne Leibeserben verstarb, ging sein Besitz an seine Ehefrau Osanna über, welche seine Geschäfte fortführte. Diese trat mit dem Hammer Neumühle 1387 der Oberpfälzer Hammereinigung bei. Sie hatte eine größere Stiftung für die Stefansmesse bei St. Martin für ihren verstorbenen Gatten und sich getätigt. Nach dem Tod der Osanna (vermutlich † 1395) kam der Hammer Neumühle an die Nachkommen des Friedrich Castner dem Älteren, vermutlich dem älteren Bruder des Hans Castners.

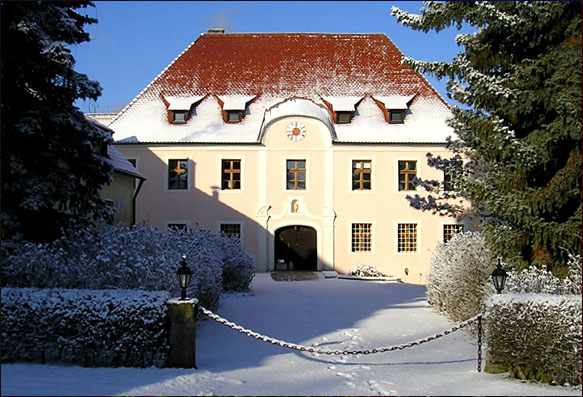
Schloss Holzhammer (2010)

1383 erscheint ein Hans Castner II. der Jüngere († 1419) mit seinen Brüdern Georg und Urban. Dieser nannte sich noch Castner von Amberg. Auch er war ein angesehener Mann und saß im Rat der Stadt Amberg, war Spitalverwalter und vermutlich auch Bürgermeister. Er besaß 1397 den Hammer Schellhopfen, kaufte 1394 den Holzhammer und 1398 von Pfalzgraf Ruprecht dem Jüngeren den Hammer Unterschnaittenbach und erhielt von diesem einen Hammerbrief. Dieses Werk blieb 350 Jahre im Besitz der Familie. Von dem Holzhammer machte er eine Dotation von 400 Gulden. Mit seinem Bruder Jörg und seinem Vetter Fritz war er 1405 an einer Bergbaugesellschaft am Culmen im Amt Waldeck beteiligt. 1406 verkauft er an Urban den Winczer „unser beyder Arztgrub auf dem Arztberg zu Amberg“. 1416 erwarb er die Hofmark Gärbershof bei Amberg. Er kann als Begründer der Stiftung „Reiches Almosen“ gelten, denn er bestimmte eine Dotation von 400 fl, die dann sein Sohn Gregor 1436 als Grundstock für das „Reiche Almosen“ festsetzte.
Sein Sohn Gregor  († 1444) dürfte ein kranker Mann gewesen sein, der sich nicht in der Lage sah, seinen Besitz zu verwalten. So verkaufte er 1419 den Holzhammer an Perchtold Ödenberger aus Amberg und überließ der Hammer Unterschnaittenbach seinem Vetter Friedrich, Sohn des Paulus Castner. 1430 verkaufte er auch den Hammer Neumühle, der vermutlich wegen Schulden von seinem Vetter Hans dem Jungen an ihn übergegangen war, an seinen Vetter Heinrich.
Der Vater des Gregor hatte noch die beiden Brüder Georg (Jörg) und Urban. Von dem Georg († 1408/10) ist wenig bekannt; er scheint Eisenhändler gewesen zu sein. Er hinterließ eine Tochter und den Sohn Hans III.  Dieser hatte von seinem Onkel Hans II.  hohe Geldbeträge geliehen und musste ihm dafür seine Besitzungen, darunter auch den Hammer Neumühle (der von der Osanna Castnerin an ihn gekommen war), überlassen. 1413 wird er als Verweser des Spitals zu Amberg aufgeführt. Näheres über ihn ist nicht bekannt.
Ein weiterer Bruder war Urban Castner († 1409/10), diesem wurden am 29. März 1390 vom Bischof Johann I. von Regensburg der Hammer Althohenburg, der zuvor eine Mühle war, zu Erbrecht übergeben. Er erscheint mehrmals als Kläger und Beklagter in Prozessen über Geldforderungen. Seine Witwe Margarete und ihr Sohn Peter verkaufen am Sankt Andreastag 1410 eine halbe Erzgrube auf dem Erzberg an den Hansen den Alharten. Der Sohn Peter († um 1423) betrieb den Hammer Hohenburg, war Bürger von Amberg und erwarb auch größere Waldbestände des Klosters Ensdorf zum Abkohlen. 1412 musste er wegen Schulden sein Haus in Amberg als Pfand versetzen, und da er seine Schuld nicht einlösen konnte, kam es an den Fritz Scharlinger. Er wird noch öfter in Gerichtsprozessen als Beklagter genannt. Er scheint ohne Nachkommen verstorben zu sein und damit war diese Seitenlinie des Kastners beendet.
Friedrich Castner der Ältere († zwischen 1370 und 1375) war Ratsmitglied und Bürgermeister von Amberg. Er besaß den Hammer Rosenberg und errichtete 1366 den Hammer Holzhammer. Von ihm ist nur sein Sohn Paulus (* um 1340, † 1378) bekannt, der in zweiter Ehe mit einer Anna, vermutlich von Hirschberg († um 1390), verheiratet war (über die erste Ehefrau ist nichts bekannt, aber aus dieser Ehe entstammte der Sohn Friedrich). Auch er ist im Rat der Stadt. Das Paar hatte drei Kinder, der Sohn Hans wird 1405 als Pfarrer von Theuern genannt († 12. Juni 1408), die Tochter Anna († 1412) war mit einem Otto Gewandschneider verheiratet und der Sohn Friedrich aus erster Ehe setzt die Familienlinie fort. Da beim Tod ihres Vaters diese Kinder noch minderjährig waren, gingen die Hammerwerke vorerst an Dritte über.
Eine prägende Person wurde dieser Friedrich Castner der Jüngere (* um 1360, † vor 1430), ein Sohn des Paulus. Er beschäftigte sich vorwiegend mit dem Eisenhandel. Neben dem im Jahre 1420 von seinem Vetter Gregor erhaltenen Hammer Unterschnaittenbach hat er auch den Hammer Neumühle von seiner Tante Osanna inne. Auch er war im Rat der Stadt Amberg, war Spitalverwalter, seit 1403 Kirchenpfleger von St. Martin und seit 1414 Bürgermeister von Amberg. In erster Ehe war er mit Agnes Schmidin von Laman verheiratet, sie verstarb früh († 1393) und die Ehe war kinderlos. Seine zweite Gattin war Katharina Giesser, Tochter des Jordan Giesser, Münzmeister von Amberg († vor 1439). Kurz zuvor hatte sie dem Kloster Engelthal 100 rheinische Goldgulden für einen ewigen Jahrtag mit gesungenem Vigil- und Seelenamt für ihren verstorbenen Gatten und alle Angehörigen der Familien Kastner und Giesser gestiftet.
Aus dieser Ehe gingen acht Söhne und drei Töchter hervor. Die Töchter Elsbeth und Margarete starben früh, eine zweite Margarete heiratete den Heimeran Alhart, Hammermeister und Bürger von Amberg. Von den Söhnen starben Sigmund und Sebald ledig, Peter war Eisenhändler und erhielt den Gerbershof, er heiratete eine Barbara, Tochter des Mathes von Scharfenberg, Kinder aus der Ehe sind nicht bekannt. Am 6. Oktober 1460 wird er in einer Urkunde als verstorben bezeichnet. In seinen letzten Jahren scheint er als „Beisaß“ (Mieter) zu Amberg gelebt zu haben. Georg Castner der Ältere († 1467) besaß die Hammerwerke Laubhof und Moos und war ein wohlhabender Bürger. Er war 1451 an einem Bürgeraufstand gegen Herzog Friedrich beteiligt und musste deshalb aus Amberg fliehen. 1453 schwor er Urfehde und konnte wieder auf seine Besitztümer zurückkehren. Er war in erster Ehe mit N. Baumgartner, Tochter des Nürnberger Patriziers Conrad Baumgartner, verheiratet. Aus der Ehe ging die Tochter Margarete hervor, die später den mit ihr verwandten Georg Baumgarten († 1503) von Nürnberg heiratete. Seine zweite Gattin war Anna, Tochter des Heinrich Parts von München († 1466), Kinder gingen aus dieser Ehe nicht hervor.
Der Bruder Hans Castner († 1455) lebte lange am Hof von Kaiser Sigismund und war mit ihm weit herumgekommen. Er erbte den Hammer Neumühle. Seit 1443 war er mit Dorothea, Tochter des Georg von Hirschberg, verheiratet. Kinder gingen aus der Ehe nicht hervor. Der nächste Bruder Friedrich lebte im Gefolge des Herzog Christoph von Pfalz-Neumarkt lange Zeit in Dänemark. 1442 heiratete er Barbara, Tochter des Hans Castner, Hammermeister von Pechofen, und dessen Ehefrau Elsbeth. Kinder aus der Ehe sind nicht bekannt.
Der älteste Bruder war Heinrich (* 1394, † 1438), der den Hammer Kötzersricht besaß, 1430 erhielt er von seinem Vetter Gregor den Hammer Neumühle, er war auch am Amberger Erzabbau wesentlich beteiligt. Zudem war er auch Schröter des Herzogs Johann. In erster Ehe war er mit Johanna Junkerin, Tochter des Niclas Juncker von Eger, verheiratet; aus der Ehe ging der Sohn Hans der Ältere hervor. Nach dem Tod seiner ersten Frau heiratete er Barbara Gross († 11. Dezember 1472), Tochter des Münzmeisters Hermann Gross aus Nürnberg, mit der er den Sohn Gregor hatte. Heinrich gründete somit eine Seitenlinie der Castners, die aber mit den Enkeln wieder ausstarb. Seine Witwe Barbara verehelichte sich mit dem Hans Stromer von Nürnberg, sie verstarb kurz vor dem 11. Dezember 1472.
Der Sohn Hans Castner der Ältere († am Leonhardstag, dem 8. November 1494) erhielt den Hammer Kötzersricht und geriet deswegen mit dem Kloster Ensdorf in einen Prozess. Das Kloster forderte einen jährlichen Zins, wogegen er behauptete, nur an den Pfalzgrafen zinspflichtig zu sein. Er wurde aber verurteilt, an das Kloster 1 Pfund Regensburger Pfennige zu leisten. Im Laufe der Zeit kam er zu großem Wohlstand und besaß eine Vielzahl an Grundstücken und Häusern in Amberg. Er war auch Bergwerksunternehmer mit der Grube Kastnerin auf dem Erzberg von Amberg. 1436 heiratete er Margarethe († 1471), Tochter des verstorbenen Hans Steinhauser, die ihm 2400 fl zubrachte. Nach dem Tod seiner Gattin heiratete er 1472 Margaretin Grafenreutherin († 1490). Beide Ehen waren kinderlos geblieben. Das Vermögen wurde hälftig zwischen den Söhnen seines Bruders Georgs und seines Vetters Hans der Schwarze aufgeteilt. Für die Kirche St. Martin in Amberg stiftete er u. a. die sog. Kastnerkapelle und eine Barbaramesse, für die Kirche St. Georg ließ er einen Ölberg errichten, der aber in der Zeit des Calvinismus (1605) zerstört wurde.
Der Bruder Georg Kastner besaß neben Häusern und Grundstücken in Amberg auch den Hammer Neumühle, für den ihm Kurfürst Philipp von der Pfalz am 29. August 1478 zu Heidelberg einen Hammerbrief ausstellte. 1459 wurde er bei einem Streit in der Trinkstube zu Amberg von dem Gregor Allhart und einem Stromer schwer misshandelt und beleidigt. Dies muss für den Gregor so traumatisierend gewesen sein, dass er sein Bürgerrecht in Amberg aufgab, was sich für ihn als Problem herausstellte, da er Eisen über die Vils verschiffen wollte und der Rat der Stadt ihm dies nicht gestattete, da dies ein Vorrecht der Amberger Bürger sei. Später kehrte er nach Amberg zurück, war Mitglied des Rates, Spitalverweser und von 1478 bis 1489 Bürgermeister. Auch er war ein großer Wohltäter für die Kirchen zu Amberg. 1479 heiratete er Magdalena, Tochter des Stephan Eschenbeck von Ammerthal, mit der er vier Kinder hatte. Die Tochter Margarethe verstarb bereits 1494, überlebt haben die Söhne Hans, Sebastian und Georg. Georg Kastner verstarb am 25. April 1490. Seine Witwe heiratete 1491 den Hans von Floß, Rentmeister von Weiden. Vormund der noch minderjährigen Söhne wurde neben dem Hans von Floß der Heinrich Baumgartner, Bürgermeister von Amberg.
Der älteste Sohn Hans (* um 1482, † 19. April 1539) erbte den Hammer Kötzersricht von seinem Onkel Hans. Da durch seine Eltern ein großes Vermögen an ihn gekommen war, bettelte ihn sein Vetter Sigismund Kastner, Hammermeister zu Fronberg, 1521 an, eine Bürgschaft gegenüber einem Georg Baumgartner aus Regensburg abzugeben. Da Sigismund mit Frau und Kind noch im gleichen Jahr an der Pest verstarben, kam der Hammer Fronberg auf die Gant. Hans heiratete 1510 eine Scholastika († 1519), Tochter des Hans Frank von Heringnohe. Diese brachte ihm mehrere Erzgruben zu. Aus der Ehe entstammten drei Kinder (Hans, Rosina, Barbara), die aber alle früh starben.
Der Sohn Sebastian († 24. September 1539) erbte den Hammer Neumühle. Auch er stand in hohem Ansehen und war 1518 bis 1538 Bürgermeister, ebenso Bergrichter in Amberg. Sein Vermögen erlaubte es, dass er Darlehen ausgab, auch an Pfalzgraf Friedrich. 1512 heiratete er Margarethe Seiler von Würzburg. Das Paar hatte die Tochter Barbara, die früh verstarb. Seine Witwe verstarb erst am 25. Januar 1558. Sein Vermögen ging an die Kinder des verstorbenen Wilhelm Kastner.
Der dritte Sohn Georg († 24. April 1538) war kurpfälzischer Rat und Pfleger von Hirschau. Seit 1515 war mit Euphemie († 10. Oktober 1566), Tochter des Sigmund Löneysen von Sulzbach und der Anna Sauerzapf verehelicht. Aus der Ehe ging nur die Tochter Genoveva (* 1516, † 3. Januar 1570) hervor, die 1535 den Albrecht Nothafft von Runding († 14. Juni 1580), Vicedom von Straubing, ehelichte; aus dieser Ehe gingen acht Kinder hervor, von denen allerdings fünf früh verstarben. Georg kam zu großem Reichtum, was ihm auch gestattete, an den Pfalzgrafen Philipp ein hohes Darlehen zu geben. Die Witwe des Georg († 10. Oktober 1566) zog nach seinem Tod von Hirschau wieder nach Amberg zurück, wobei sie anfangs Probleme mit dem Bürgerrecht hatte (da sie keine Amberger Bürgerin war, verlangte die Stadt, dass sie innerhalb eines Monats Bürgerin werden sollte, sonst „würden ihr die Haustüre ausgehoben“), die erst durch Vermittlung des Pfalzgrafen Friedrich gelöst werden konnten.
Der für die Familientradition wichtigste Spross war Leonhard (* um 1400, † 1468), Sohn des Friedrich II. (Friedrich Castner der Jüngere), der den Hammer Unterschnaittenbach erbte. Dieser wurde zum Stammsitz der Familie. Leonhard war ein erfolgreicher Eisengroßhändler, der seine Waren bis nach Ulm und in den Elsaß verkaufte, auch war er Bürgermeister von Amberg. 1428 heiratete er Barabara Löneysen († 1470), Tochter des Ulrich Löneysen, Bürgermeister von Sulzbach. Sie hatten zwei Kinder: Katharina und Hans, genannt der Schwarze. Katharina († 1483) war zweimal verheiratet, zuerst mit Stefan Haller zu Traidendorf und dann mit Michael Walrab von Traidendorf und Harlanden. Aus den beiden Ehen gingen zwei Söhne (Hans und Sebastian) und drei Töchter hervor. Die Tochter Barbara wurde Nonne im Kloster Pielenhofen, Catharina heiratete den Ritter Hans von Saher zum Weissenstein und Margarete den Joachim von Pertolzhofen zu Fronhof und Traidendorf.

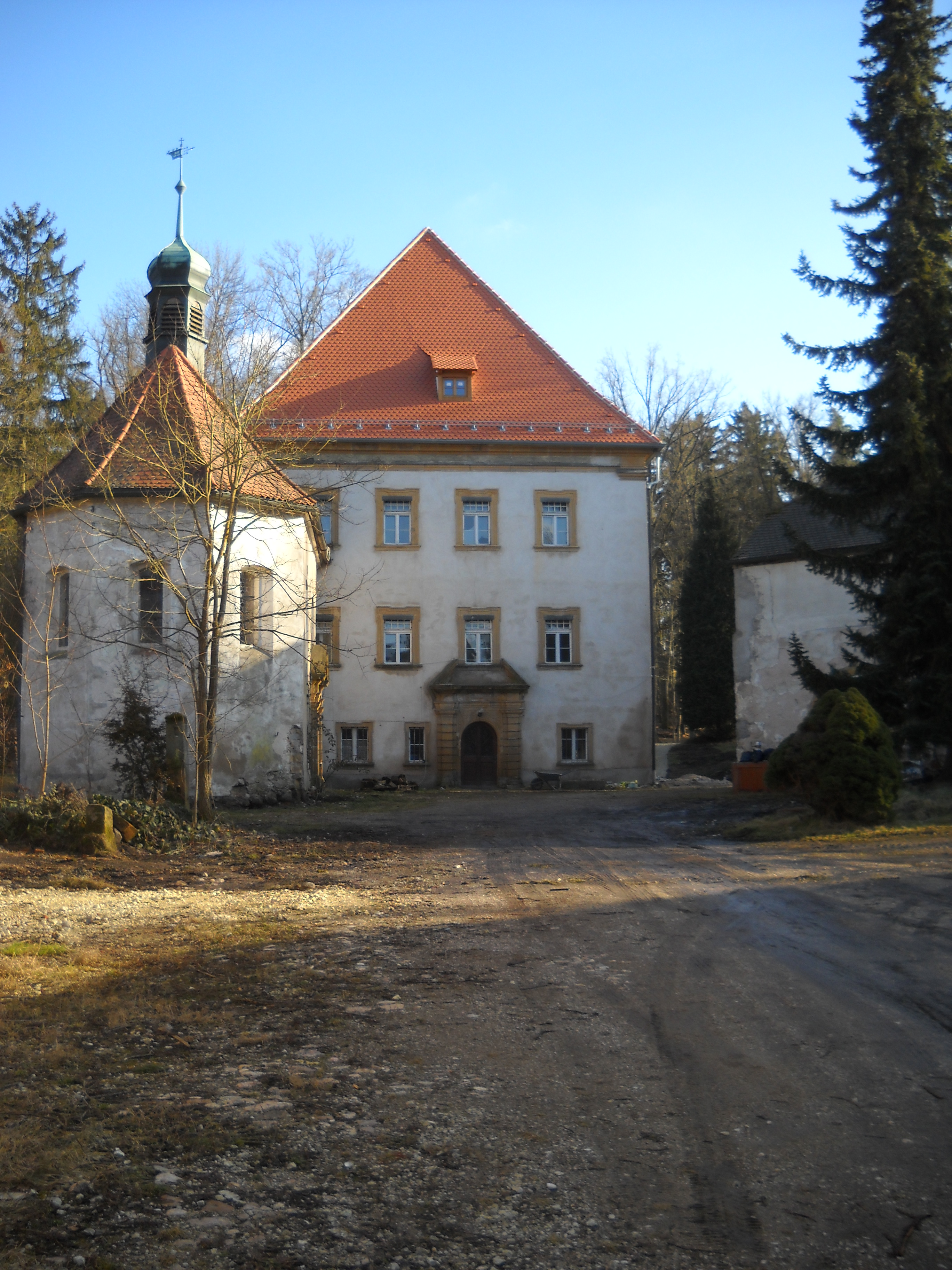
Hammerschloss Röthenbach (2012)

Hans der Schwarze (* um 1440, † 1497) übernahm die Geschäfte seines Vaters Leonhard, d. h. den Hammer Unterschnaittenbach und den Eisenhandel, auch er stand lange Zeit an der Spitze von Amberg (Bürgermeister 1476–1489 und 1491–1492). 1467 heiratete er Dorothea Saurzapf († 24. Juni 1492), Tochter des Hammerwerksbesitzers Georg Sauerzapf von Röthenbach und der Dorothea, geb. Gnendorfer von Wackerstein. Aus der Ehe gingen sieben Söhne und vier Töchter hervor. Die älteste Tochter Barbara starb bald nach der Geburt, von den Söhnen starb Philipp (* 1477) ebenfalls früh, Leonhard (* 1472, † 1505) starb ledig, ebenso sein Bruder Friedrich (* 1485, † 1505 zu Landshut). Magdalena (* 1480) heiratete in erster Ehe den Hans Walrab von Hautzendorf (bei Bernhardswald) und nach dessen Tod den Hans Schnitzer; aus beiden Ehen gingen ein Sohn und drei Töchter hervor. Die Tochter Regina (* 1481, † 1570) war in erster Ehe mit Linhard Viechberger zu Irlbach († 1519), Bürgermeister von Amberg, verheiratet; aus der Ehe gingen zwei Söhne (Leonhard und Dominicus) und drei Töchter hervor. In zweiter Ehe heiratete sie den Bereiter Hans Schnitters (oder Schweitzer). Die vierte Tochter Dorothea (* 26. September 1482, † 24. Dezember 1545) heiratete 1506 den bischöflichen Münzmeister von Regensburg, Martin Lech von Regeldorf († 22. Februar 1538). Dieser musste als Sühne für einen Totschlag eine Kreuzigungsgruppe in der Dominikanerkirche von Regensburg errichten lassen. Aus der Ehe gingen der Sohn Balthasar († 22. März 1571), verheiratet mit Lucia von der Saken († 13. August 1573) und die Tochter Agnes († 13. August 1573 an der Pest) hervor, die den Kanzler von Regensburg, Augustin Rosen, heiratete.
Der Sohn Heinrich des Hans der Schwarze (* 10. April 1474, † 1512) heiratete Anna Polland von Regensburg. Er war Eisenhändler. Der Bruder Friedrich (* 1485, † 1505 zu Landshut) blieb ledig. Sein Bruder Sigmund (* 1478) war im Besitz des Hammers Fronberg. 1507 heiratete er Anna Stadler, Tochter des Ludwig Stadler, Licentiat von Regensburg. Bei seinen Versuchen, Erzgruben zu erschließen, war er nicht erfolgreich. Der Hammer Fronberg kam auf die Gant und somit in andere Hände. Deren Tochter Barbara starb zusammen mit ihren Eltern 1521 vermutlich an der Pest.
Der Andreas der Ältere, ältester Sohn des Hans der Schwarze (* 29. November 1470, † 31. Oktober 1547), erbte den Stammsitz Unterschnaittenbach. Er war zudem Eisengroßhändler und Bergwerksbesitzer. 1499 heiratete er Clara Plech († 11. Oktober 1540), Tochter des Conrad Plech, Bürgermeister von Amberg, und der Anna, Tochter des Heinrich Heider von Neumarkt. Aus der Ehe gingen sechs Töchter und vier Söhne hervor. 1520 erwarb er das auf die Gant gekommene Hammergut Holzhammer, das seine Vorfahren errichtet hatten. Mit Amberg hatte er mehrere Prozesse auszufechten, da die Stadt behauptete, dass er ihr die besten Bergwerke entzogen und großen Schaden zugefügt habe. Letztlich ließen sich diese Behauptungen nicht beweisen und die Kastner und Plech blieben weiterhin die reichsten Gewerken in Amberg. Letztlich wurde auch Andreas in den Rat der Stadt gewählt und war auch Bürgermeister. Das Ehepaar hatte zehn Kinder (sechs Töchter, vier Söhne). Bei seinem Tod bestimmte Andreas, dass seine drei überlebenden Söhne durch Los über ihr Erbteil entscheiden sollten. Danach erhielt Andraes II. den Holzhammer, Veit die Amberger Häuser und Besitzungen und Paul (* 1509) das Hammergut Unterschnaittenbach. Aus der Ehe des Andreas der Ältere mit der Clara Pech gingen sechs Töchter und vier Söhne hervor.
Dorothea (* 20. Januar 1503) heiratete 1525 Paulus Hegner von Altenweiher (ein Sohn Andreas und vier Töchter: Dorothea ⚭ 1. Ehe N. Linkh, ⚭ 2. Ehe Hieronymus Imhoff; Margarethe ⚭ Hans Steinhauser, kurfürstlicher Rentmeister; Barbara ⚭ 1. Ehe  Augustin Eck, ⚭ 2. Ehe Leingard Kastner von der Weiden; Catharina starb ledig). Ihre Schwester Magdalena (* 1505) verstarb 1521 an der Pest. Barbara (* 16. Mai 1511, † 3. Juli 1581) heiratete 1536 Michael Schwaiger, Bürgermeister von Amberg (drei Söhne: Georg, Jobst, Paulus, Tochter Magdalena). Anna (* 13. Dezember 1513, † 9. März 1542) heiratete 1536 den Michael Zollner von Brand zu Bamberg (keine Kinder). Catharina (* 1516, † 12. Februar 1582) war 1538 mit dem Lorenz Moller von Heitzenhofen verheiratet (Sohn Georg, drei Töchter: Maria, ledig verstorben, Cordula ⚭ Mathes Altmann von Burglengenfeld, Clara ⚭ 1. Ehe Georg Eder von Regensburg [zwei Söhne: Christof, Hieronymus], ⚭ 2. Ehe N. Polag [zwei Söhne]). Die sechste Schwester Margarethe (* 7. September 1519) verstarb bereits 1520. Der Bruder Alexander (* 1507) verstarb 1531 ledig.
Andreas II. Sohn des Andreas der Ältere, (* 16. März 1501, † 31. Januar 1552) erhielt den Holzhammer und begründete eine Zweiglinie der Kastners. Er ist als Großindustrieller anzusprechen und vertrat seinen Vater in Angelegenheit der Unternehmung Kastner und Plech. Unter ihm wurden auf dem Holzhammer 80 Leute beschäftigt. 1540 leistete er einen Eid auf die Eisenschifffahrt, der Eisenbrief ist gemeinsam mit Hans Müntzer und Hans Kastner ausgestellt. 1532 heiratete er Margarethe († 3. Juli 1557) Tochter des Regensburger Patriziers Wolfgang Portner und dessen Gemahlin Margarethe, Tochter des Lukas Fugger aus Augsburg. Von den zwölf Kindern des Ehepaares starben vier Söhne und vier Töchter sehr jung. Die einzig überlebende Tochter Walburga (* 1536) heiratete 1562 den Hans Gerstner von Görlitz, das Paar hatte drei Töchter: Susanne heiratete am 5. Juli 1608 den Rohrschmied und Büchsenmacher Paulus Kappelberger, Dorothea ehelichte den Hans Bitterer, Hafner zu Amberg, die dritte Schwester Walburga verstarb unverheiratet am 13. April 1578. Für die minderjährigen Söhne des Andreas der Jüngere (Kaspar, Willibald und Hans Ludwig) übernahm vorerst der Hüttkapfer Jacob Pelchinger die Weiterführung des Betriebes.
Kaspar, jüngster Sohn des Andreas II. (* 7. Januar 1550, † 9. Juli 1624) heiratete am 27. März 1587 Justine († 13. April 1578), die Witwe des Kaspar Ottmayer von Amberg, eine geborene Modler. Die Ehe blieb kinderlos. Er hatte noch die Winkelburg in Hirschau von den Erben des Dietrich Schwarz erworben (Kagerer Burghut Haus Nr. 13) und musste als Landsasse im Kriegsfall ein Pferd stellen. Aus Krankheitsgründen konnte er nicht an der Huldigung für Kurfürst Maximilian teilnehmen. Die Winkelburg kam an seinen Vetter Hans David Kastner und 1633 an dessen Bruder Georg Willibald Kastner. Der Bruder Willibald (* 11. August 1546, † 7. Mai 1604) heiratete am 14. Januar 1574 Margarethe, Tochter des Hanns Sauerzapf des Jüngeren von Altendresswitz und seiner Frau Agnes Pfinzing (* 1553). Er besaß der Hammer Pfrentsch und übernahm auch den Hammer Altendresswitz. Aus der Ehe entsprossen sieben Töchter und vier Söhne. Der älteste Sohn des Andreas II. war Hans Ludwig (* 1541, † 1572). Er heiratete am 12. Juni 1564 Barbara Grafenauer († 6. März 1586), Tochter des Sigmund Grafenauer von Straubing und seiner Frau Barbara Förstl. Sie gebar drei gemeinsame Söhne (Alexander, Hans Christoph, Hans Ludwig) und drei Töchter. Alle Söhne verstarben ledig. Die Tochter Christine (* 25. Dezember 1567, † 11. Juni 1596 in Vilseck) heiratete am 1. Dezember 1589 den Georg Zerreiß, Hammerwerksbesitzer von Langenbruck. Das Ehepaar hatte fünf Kinder, von denen drei bei der Geburt verstarben. Die andere Tochter Barbara (* 11. April 1569, † 1. Juli 1603) hatte am 29. Juli 1590 den Veit Hanns Sauerzapf († 25. Mai 1613) von Altendreßwitz geheiratet. Die dritte Tochter Anna Maria (* 8. Dezember 1571) übernahm den Holzhammer.
Die Witwe des Hans Ludwig, Barbara, geb. Grafenauer, musste sich nach dem frühen Tod ihres Mannes um den Hammerbetrieb kümmern. Wieder war es der Hüttkapfer Jacob Plechinger, der sie dabei uneigennützig unterstützte. Ihr Antrag auf Zuerkennung der Landsassenfreiheit für den Holzhammer 1581 wurde aber abgelehnt. Sie heiratete in zweiter Ehe den Stefan Frey, pfälzischer Sekretär zu Amberg, mit dem sie den Sohn Hans Sigmund (* 1583) hatte. Sie starb bei der Geburt ihres zweiten Kindes am 6. März 1586. Dieser Hans Sigmund heiratete am 15. Januar 1605 Anna Catharina Castner, die Tochter des Paul Castner und der Catharina, geborene Seydl und Witwe des Heinrich Sauerzapf von Schönhofen. Das Paar hatte die Tochter Ursula Salome (* 1612).
Da die Brüder des Hans Ludwig Alexander (* 1566, † 1592) und Hans Christoph (* 1570, † 1597) ohne Nachkommen verstorben waren, kam Holzhammer nach dem Tod ihrer Mutter an die dritte Tochter des Hans Ludwig, nämlich an Anna Maria (* 8. Dezember 1571). Diese heiratete am 19. Februar 1598 den Daniel Modler (* 1569, † 29. September 1615) aus Amberg, der als tüchtiger Hammermeister galt. Modler war Ratsmitglied und Verwalter vac. (= unbesetzter) Priesterpfründe, starb aber bereits mit 46 Jahren. Aus der Ehe stammten acht Söhne und fünf Töchter, von denen die meisten im jugendlichen Alter verstarben. Der Sohn Philipp Ludwig (* 1605) trat in das schwedische Heer ein und fiel 1621 bei einem Treffen zwischen Merseburg und Leipzig. Seine einzig noch überlebende Schwester war Barbara (* 1598, † 1662), die in erster Ehe ihren Vetter Hans Wilhelm Castner († 1634) von Unterschnaittenbach heiratete, wodurch die beiden Hammerwerke wieder in einer Hand vereint waren. Einzige Tochter aus dieser Ehe war Eva Maria, die 1650 wiederum ihren Vetter Jacob Christoph Kastner aus der Linie Pfrentsch-Altendreßwitz ehelichte. Sie blieb im Besitz des väterlichen Erbes. Nachdem der Gatte der Barbara nach nur siebenjähriger Ehe verstorben war, heiratete sie am 9. April 1635 den Philipp Jacob von Steinling auf Steinbach und Weickersried († 18. August 1641 zu Hirschau), Leuchtenbergischer Forst- und Jägermeister. Aus dieser Ehe stammt die Tochter Maria Elisabeth, die den Johann Münsterer von Stefling heiratete. Die bald wieder zur Witwe gewordene Barbara heiratete 1649 ein drittes Mal, und zwar den Hammermeister Claudius Schorri († 1679), der es verstand, den Betrieb trotz der Wirren des Dreißigjährigen Krieges gangbar zu halten und der dadurch Mitbesitzer von Holzhammer wurde. Das Erz bezog er aus Sulzbach, da die Amberger Gruben erschöpft waren. 1651 wurde er des Totschlages an einem N. Artenberger angeklagt und wurde deswegen zu einer Geldstrafe von 300 Reichstalern verurteilt, die er umgehend bezahlte.
Nach dem Tod des Claudius Schorri kam seine Stieftochter Maria Elisabeth Steinling (verheiratete Münsterer) in den Besitz von Holzhammer; die andere Stieftochter Eva Maria Castner (verheiratete Kastner) behielt den Hammer Unterschnaittenbach. Aus dieser Ehe ging die einzige Tochter Anna Margaretha Franzisca hervor. Der Sohn der Maria Elisabeth Münsterer war ein Johann Friedrich Josef Münsterer († 1742), der seine Cousine Anna Margaretha Franzisca ehelichte. Damit waren beide Werke wieder in einer Hand. Die Witwe verkaufte 1747 mit Unterstützung ihres Sohnes Rudolf Ferdinand Adam Münsterer den Holzhammer an Nicolaus Burger, der bereits den Hammer Theuern besaß.
Dem Veit (15. Juni 1521, † 16. Juli 1555), Sohn des Andreas der Ältere, waren Besitzungen in und um Amberg zugefallen. Am 17. Januar 1541 heiratete er Ursula († 6. Juli 1567), die Tochter des Sebald Pfinzings von Nürnberg-Lichtenhof und der Catharina Ploben. Der Ehe entsprossen sieben Töchter, von denen drei (Barbara, Katharina, Magdalena) früh verstarben, und drei Söhne. Veit gehörte dem inneren Rat von Amberg an und betrieb einen schwunghaften Eisenhandel nach Nürnberg und nach Ulm. Er war auch an Erzgruben am Khueperg bei Amberg beteiligt, welche er und die Kastner & Plech gemeinsam betrieben. Für die minderjährigen Kinder wurden der Landgerichtsschreiber Hans Pachmann (später ersetzt durch Leonhard Müntzer) und Gabriel Plech die Vormünder.
Die Tochter Ursula des Veit (* 23. November 1541, † 1604 in Eger) heiratete am 19. November 1560 den Leonhard Müntzer († 1588), Stadtkämmerer von Amberg. Aus dieser Ehe gingen sieben Kinder hervor (drei Töchter starben jung). Apollonia (* 18. Juli 1546 in Nürnberg-Lichtenhof, † 6. Dezember 1583) heiratete am 25. August 1567 den Leonhard Renner († 21. Januar 1596), Ratsmitglied in Amberg. Die meisten Kinder aus dieser Ehe verstarben früh, überlebt haben Leonhard, der 1596 Sibylla, Tochter des Christoph Dietherr und der Martha Ketzel von Nürnberg, heiratete, sein Bruder  Christoph verstarb 1613 in Wien ledig, die Schwester Barbara heiratete 1596 den Gabriel Preu von Weiden. Die Ehe der Apollonia verlief sehr unglücklich, da ihr Gatte häufig gegen sie gewalttätig wurde; laut dem Ratsbuch drohte er sogar, sie mit einem Dolch zu ermorden; offensichtlich ist sie in Folge seiner Misshandlungen schwangeren Leibes verstorben. Anna (* 16. Dezember 1549, † 2. Januar 1615) heiratete am 21. Juli 1571 den Caspar Ering († 13. Januar 1589), Kirchenverwalter zu Amberg. Aus der Ehe gingen elf Kinder hervor, von denen acht jung starben. Überlebt haben Barbara (* 11. März 1572), verheiratet mit M. Wolff Weber († 4. Juni 1601), zu Heidelberg, Leonhard (* 10. Dezember 1574), verheiratet 1607 mit Catharina, Tochter des Christoph Schober, und Matthäus. Auch die Ehe der Anna war „getrübt“. Anna hatte die Zwillingsschwester Clara (* 16. Dezember 1549, † 11. März 1577), diese heiratete am 9. Februar 1574 den Hieronymus Pirkner († 23. April 1594), Ratsmitglied von Amberg (⚭ 2. Ehe mit Susanna Lerchenfelder, keine Kinder). Aus der Ehe der Clara ging der Sohn Balthasar (* 4. Oktober 1580) hervor, der als Soldat in Ungarn fiel.
Der Sohn Sebald des Veit (* 29. April 1548) war mit Barbara Ölper († 3. Mai 1574 an der Pest) von Esslingen verheiratet. Am 25. Februar 1577 heiratete er Jacobe, geborene Lerchenfelder und Witwe des Wolf Hayfelder, Marktrichter von Rosenheim. Über deren Tochter Dorothe ist nichts weiter bekannt. Sebald war wie sein Vater Eisenhändler, hauptsächlich mit Regensburg. 1573 begab er sich nach Regensburg und kehrte trotz Aufforderungen des Amberger Rates nicht mehr zurück. Er erwarb das Bürgerrecht von Regensburg und starb hier am 23. Januar 1615. Sein Bruder Christoph (* 1551) ergriff das Soldatenhandwerk. Als er sich 1572 wieder in Amberg aufhielt, übte er im Wahn Tätlichkeiten gegen Dritte aus (er stach mit seinem Degen auf Leute ein). Ermahnungen des Rates fruchteten nichts, seine Verwandtschaft bürgte aber mit 500 fl für Schäden, die er anrichtete. 1574 bis 1576 diente er wieder in den spanischen Niederlanden. Bei seiner Rückkehr benahm er sich wie zuvor und wurde in Haft genommen. Der Familie gelang es nochmals, ihn bei der Besetzung Ungarns in Erlau unterzubringen. Vermutlich wegen eines erneuten Anfalls wurde er 1590 erschossen. Der dritte Bruder Veit (* 29. Februar 1556 in Amberg, Testament vom 11. Januar 1613) war wieder Eisengroßhändler. Er war dreimal verheiratet, aber alle seine Frauen verstarben nach kurzer Ehe (keine überlebenden Kinder). In erster Ehe heiratete er Ursula (* 1553, † 20. Juni 1586), Tochter des Heinrich Schwarz von Haselbach, Pfleger von Hirschau, und der Witwe des Christoph von Frankenreuth († 1582). Eine zweite Ehe ging er am 14. Januar 1589 mit Helene († 26. April 1593 in Regensburg), eine geborene Doles von Rosenberg und Witwe des fürstlich neuburgischen Rats und Landschreibers Georg Sauerzapf. Helene starb in Folge eines Unfalls im Schelmengraben auf der Fahrt nach Regensburg. Am 21. Juli 1595 heiratete er Catharina († 21. Juli 1595), eine geborene von Spornberg und Witwe des Wolf Kellner von Biberach. Acht Wochen nach der Verheiratung wurde sie tot im Bett aufgefunden. Er zog nach Sulzbach um und betätigte sich als Privatier vor allem mit der Geschichte seiner Familie. Den Großteil seines Vermögens bestimmte er zu einer Seniorenstiftung zu Gunsten der jeweils Ältesten der Familie.
Wilhelm (* 24. Oktober 1475, † 19. Juli 1539), Bruder des Andreas der Ältere, heiratete 1507 Ursula Sauerzapf († 9. März 1560 in Regensburg), Tochter des Paul Sauerzapf, Bürgermeister von Amberg, und der Anna Hornung aus Nürnberg. Aus der Ehe gingen fünf Söhne und sechs Töchter hervor. Er besaß den Hammer Unterteunz und begründete eine wesentliche Seitenlinie der Kastners. Seine Witwe heiratete einen Plech von Amberg. Die älteste Tochter Anna Catharina wurde 1508 geboren und starb im gleichen Jahr. Barbara (* 18. November 1509, † 1574) heiratete 1530 den Claus Stolz († 24. Mai 1541) von Amberg und in zweiter Ehe 1550 den Georg Baumeister († 1554); aus ihrer ersten Ehe gingen fünf Kinder hervor. Margarethe (* 1511, † 1586 in Amberg) heiratete 1534 oder 1535 den Jacob Fischer († 1576), Bürgermeister von Kemnath (drei Kinder). Die Schwester Magdalena  (* 1517, † 23. Juni 1590) heiratete 1538 den Melchior Vogt († 9. Oktober 1567), pfalzgräflicher und herzoglicher Zeugmeister in München (neun Kinder). Eine weitere Schwester namens Margarethe (* 1522, † 1546) heiratete 1544 den Martin Kodaus, Pulvermacher aus Regensburg; deren Tochter starb jung. Die sechste Schwester, die ebenfalls Barbara (* 1533, † 1570) hieß, heiratete 1559 den Magister Wolf Kueffer († 1566) zu Regensburg, Konrektor der dortigen Poetenschule. Der Ehe entstammten vier Kinder. Die Witwe heiratete danach 1569 den David Lang († 1605) zu Memmingen, Salpetersieder von Regensburg (zwei Kinder).
Der älteste Sohn des Wilhelm hieß Leonhard (* 3. August 1513, † 7. Juni 1573), Münzmeister von Amberg, er war zweimal verheiratet. In erster Ehe heiratete er am 15. Januar 1545 Martha († 29. Januar 1548), Tochter des Paul Schneider von Holzhammer. Die beiden Kinder aus dieser Ehe starben früh. In zweiter Ehe heiratete er am 13. Juni 1548 Ursula  (* 1526, † 25. Mai 1589), Tochter des Erhard Plech von Amberg. Nach dem Tod seines Vetters Paul II. von Unterschnaittenbach übernahm er zusammen mit Hans von Freudenberg die Verwaltung für die minderjährigen Kinder die Hammergüter Röthenbach und Unterschnaittenbach. Er beantragte für beide die Landsasserei, die aber nur für Röthenbach genehmigt wurde.
Sein ältester Sohn war Gabriel (* 15. Juni 1549 in Neumarkt, † 25. Januar 1611 in Freihung), Eisenhändler und beteiligt an den Erzgruben auf dem Kühberg. Er war am 5. Juli 1575 in erster Ehe mit Veronika († 6. Februar 1601), Tochter des Eucharius Geißler, Hofkastner zu Amberg, und seiner Gattin Katharina, verheiratet. Über die Tochter Ursula ist weiter nichts bekannt. In zweiter Ehe vermählte er sich mit Anna, geborene Eck, Witwe des Hans Ficht, Ratsherr zu Amberg. Durch sie kam er in Besitz mehrerer Bleierzzechen in Freihung; er wird als vornehmster Gewerk und Verleger von Freihung bezeichnet. Auch nach dem Tod ihres Mannes befasste sie sich mit mehreren Mutungen für neue Bleierzvorkommen (Altendorffberg bei Pressath).
Ein Bruder des Gabriels hieß Georg Thomas (* 2. Januar 1551 in Neumarkt, † 19. März 1615 in Holzhammer). Er heiratete am 9. November 1579 die Barbara, Tochter des Achatius Roggenbach und der Ursula Schütz von Nürnberg. Die Tochter Anna Maria verstarb im zweiten Lebensjahr. Am 23. Juli 1582 wurde er zum Vormund der hinterlassenen Kinder (Daniel und Magdalena) des verstorbenen Daniel Modler bestimmt, von da an lebte er als Eisenhändler in Holzhammer.
Die Schwester Ursula (* 30. Mai 1552, † 1. Mai 1601) heiratete am 16. August 1575 den Carolus Apianus († 9. März 1600), genannt Bienwitz zu Ittlhofen; dessen Vater Peter Apian war 1595 in Leisnitz in Sachsen geboren, einer seiner Söhne war Philipp Apian, der Herausgeber der Bayerischen Landtafeln. Aus der Ehe gingen keine Kinder hervor. Das Gut Ittlhofen wurde von Ursulas Bruder Hans Christoph Kastner erworben.
Sein Bruder Hans Christoph (* 6. September 1563 in Amberg) heiratete am 5. März 1593 die Susanna, Witwe des Christoph Hegner von Moos, geborene Trainer von Prebrunn bei Regensburg. Aus dieser Ehe gingen acht Kinder hervor:
Paulus III. (* 1515, † 1561), Sohn des Wilhelm Kastner, heiratete am 27. September 1547 Dorothea († 7. März 1574), Tochter des Martin Wahl, Münzmeister von Regensburg. Von den acht Kindern des Ehepaares verstarben drei früh. Paulus war zuerst Eisenhändler in Regensburg. Als er am 9. Februar 1561 über das Eis der Donau gehen wollte, brach er ein und ertrank. Seine Witwe Dorothea heiratete in zweiter Ehe den Hans Vischer von Bruck. Die Ehe blieb kinderlos. Seine Tochter Afra (* 1549, † 1606) heiratete am 27. September 1573 Ambrosius Schuß von Regensburg (sieben Kinder). Ursula (* 9. November 1550) heiratete 1579 Thomas Schuß von Regensburg (sieben Kinder). Die dritte Tochter Barbara (* 4. August 1556, † 9. August 1594) heiratete in erster Ehe den Christoph Schäfer († 1590) von Regensburg, aus der Ehe gingen fünf Kinder hervor, von denen nur der Sohn Hans (* 1583) überlebte. In zweiter Ehe 12. Juni 1592 war sie mit Hans Wiedemann verheiratet, aus dieser Verbindung entsprossen keine Kinder.
Der ältere Sohn Wolfgang des Paulus III. (* 30. Oktober 1554) wurde am 13. Mai 1583 an der Universität Padua zum Doktor der Theologie promoviert. 1606 wurde er herzoglich bayerischer Rat und Canonicus bei St. Maria in München und 1607 Chorherr. Sein Bruder Philipp (* 15. August 1560) war zuerst Junker beim Pfälzischen Herzog, dann kämpfte er für Venedig gegen die Türken und fiel in Ungarn in der Schlacht bei Raab.
Der vierte Sohn des Paulus III. war Egidius (* 1518, † 1577), er heiratete am 28. Mai 1554 die Anna († 27. September 1573), Tochter des Hans Eytel Rechberger von Klingenau. Egidius war 1557 Hofrat des Markgrafen von Baden-Hochberg. Aus dieser Ehe gingen sieben Kinder hervor, vier davon sind früh verstorben. Überlebt hat Carl (* 1557, † 1594), er war Soldat in Frankreich und heiratete am 8. April 1583 die Ursula Söllner, aus der Ehe gingen die Kinder Egidius (* 1584 in Wimpfen) und Clara Anna hervor. Ruprecht, der Bruder des Carl, (* 1562, † 8. Januar 1599) wurde markgräflich badischer Hof- und Kammerrat, er ist beim Durchreiten der Elz gestorben. Die Schwester Clara Anna (* 1555) war geistig eingeschränkt, sie wurde im Kloster St. Margarethen in Straßburg untergebracht und ist dort auch gestorben. Die anderen vier Geschwister sind früh verstorben.
Martin, Sohn des Paulus III. (* 1525, † 19. März 1564) war als Soldat durch viele Länder Europas gekommen. Er starb zu Graben, als er von Livland nach Pforzheim zu seinem Bruder Egidius reisen wollte. Der jüngste Sohn des Paulus III. war Jacob (* 1529), er besaß das Gut Wischenhofen; verheiratet war er mit Anna Hertenhammer aus Böhmisch-Budweis, die in erster Ehe mit Erhard Niedermeier verheiratet war. Aus der Ehe stammten die Kinder Domenicus und Ursula. Domenicus war zweimal verheiratet, in erster Ehe mit Margarethe Vischerin, Witwe des Ferdinand von Taxis, und in zweiter Ehe mit einer Tochter des Hans Schaller von Augsburg. Kinder sind nicht bekannt. Er starb als Leutnant 1591 zu Kalo in Ungarn. Ursula (* 1548) heiratete am 23. Juli 1582 den Wolf Poblinger († 17. Oktober 1601), Kastner zu Vohenstrauß. Kinder aus der Ehe sind nicht bekannt. Ursula wurde auch dadurch bekannt, dass der Bader Jacob Hübner von Pulnrieth ihr den linken Fuß unterhalb des Knies amputierte und sie diese Operation überlebte. Sie wird noch einmal 1631 bei einer Familienzusammenkunft genannt, sie wird dabei als armselige Pfründnerin bezeichnet, die aus den Castenerschen Stiftungen zehn Reichstaler erhält.
Dem Paul II. Castner (* 28. April 1509, † 1556), Sohn des Andreas der Ältere, war der Hammer Unterschnaittenbach zugefallen; er war erfolgreicher Unternehmer und Bergwerksbesitzer. 1539 konnte er den Hammer Röthenbach von dem Brüderpaar Friedrich und Christoph von Pappenberg zu Unterfrankenohe und Tagmanns erwerben, den bereits sein Urgroßvater Georg Sauerzapf durch Einheirat erworben hatte. Er heiratete in erster Ehe die Anna Klötzl (Kletzel) (* 1511, † 1552), Tochter des Nürnberger Händlers Georg Klötzl (* 1463, † 1533) und seiner Frau Martha Haller von Hallerstein (* 1511, † 1552). Aus dieser Ehe gingen drei früh verstorbene Töchter (Sabine, Helene, Barbara) und sechs Söhne hervor (s. u.). In zweiter Ehe heiratete er am 22. November 1552 Ursula Schütz († 31. März 1604), Tochter des Arztes Johann Schütz aus Nürnberg und seiner Frau Margarete Lochner. Aus der Ehe gingen drei Kinder hervor: Paulus (* 1556, † 23. August 1595 in Neuenburg an der Donau), Ursula und Anna. Paulus hatte am 2. August 1585 die Landsassenpflicht für Loch abgelegt. Am 18. Mai 1585 hat dieser Catharina, Witwe des Wolf Heinrich Sauerzapf von Schönhofen, eine geborene Seydlin aus Regensburg, geheiratet. Mit ihr hatte er fünf Kinder, von denen vier jung starben. Überlebt hat die Tochter Anna Catharina (* 1586), diese hat 1605 den Hans Sigmund Frey von Finsterweyling geheiratet. Ursula, geb. Schütz heiratete nach dem frühen Tod ihres Mannes am 19. September 1559 den Achatius Roggenbach, Sohn des Goldschmiedes Achatius Roggenbach und seiner Frau Barbara Bayer aus Nürnberg. Aus der Ehe ging die Tochter Barbara hervor, die 1579 den Georg Thomas Kastner heiratete. Nach dem Tod ihres zweiten Mannes heiratete Ursula am 15. November 1568 den David Modler aus Amberg. Sie hatten eine Tochter Magdalena, die ledig starb, und den Sohn Daniel, der 1598 die Anna Maria Kastner von Holzhammer heiratete. Ihre vierte Ehe ging sie am 27. Juni 1604 mit Christoph Kohl, Bürgermeister von Amberg, ein.
Die Tochter Ursula des Paul II. Castner (* 1553) heiratete 1571 in erster Ehe am 16. Januar 1571 einen Nicolaus Flechsner aus Nürnberg (keine Kinder), danach am 5. November 1583 den Christoph Größner, Sohn des markgräflichen Hofrates Christoph Grösser zu Ansbach und der Cordula Ketzel. Mit dem zweiten Gatten hatte sie sieben Kinder. Die Tochter Anna (* 1554, † 30. Mai 1614) heiratete am 17. März  den Peter Scheuerl (* 26. September 1555, † 17. Oktober 1618), Sohn des Albrecht Scheuerl und der Margarete Imhoff. Aus der Ehe gingen vier Kinder hervor.
Der Sohn Daniel (* 27. November 1542, † 25. April 1590) aus der Ehe des Pauls II. und der Anna Ketzel erhielt den Hammer Röthenbach bei Weiden. Er verbesserte die Kastnersche Familienstiftung und erwarb das Haus des Georg Pfaffelhuber als neues Stammhaus der Familie Kastner. 1605 erwarb er die Rablmühle. In erster Ehe 9. Februar 1574 war er mit Dorothea, Tochter des Wilhelm Schlüsselfelder und der Magdalena Imhoff von Nürnberg verheiratet. Nach dem frühen Tod seiner Gattin heiratete er am 21. Februar 1576 Ursula (* 1548, † 1605), Tochter des Caspar Nützel und der Ursula Paumgartner. Das Ehepaar hatte die Tochter Anna Maria (* 9. Mai 1579, † 4. September 1630). Diese heiratete am 10. Dezember 1599 den Christof Paul Gugel (* 12. Dezember 1570, † 1617), Sohn des Christoph Fabian Gugel und der Martha Imhoff. Aus dieser Ehe gingen vier Kinder hervor (Maria Magdalena, Maria Saloma, Johanna Eleonore, Anna Rosina). In zweiter Ehe heiratete sie 1619 Paul Schlaher von Nimbkau, der den Hammer Steinfels erwarb, aus der Ehe gingen zwei Kinder hervor (Georg Daniel, Maria Sabine Ursula).
Raymund (* 8. Januar 1546, † 17. Oktober 1618 zu Röthenbach) heiratete am 8. März 1575 Dorothea († 17. März 1603), Witwe des Egidius Stüblingers, Pfalzpfleger zu Pfaffenhofen, und eine geborene Steinhauser. Er erwarb 1599 das Landsassengut Oberlauterhofen von Georg Steinhauser und wurde am 10. März 1600 mit diesem Sitz belehnt. Nach seinem Testament sollte Oberlauterhofen auf ewig Stammgut der Kastenerschen Familie bleiben. Dieses Gut und sein beträchtliches Barvermögen vermacht er seinem Bruder Tobias. Nach dessen frühen Tod († 1605) ging es an dessen Sohn Paul Sigmund von Woffenbach über.
Joachim (* 1549, † 24. Mai 1588) heiratete Regina, Witwe des Bernhard Rehlinger, Landrichter zu Burglengenfeld (keine Kinder), eine geborene Meythingen von Augsburg. Nach seinem Besitz nannte er sich von Arlesberg. Das Paar hatte keine Kinder. Seine nachgelassene Witwe heiratete in dritter Ehe den Hans Münsterer von Nürnberg.
Tobias (* 24. März 1547, † 20. Oktober 1605) wurde im Dienst von Nürnberg Pfleger von Lauf. Am 14. Mai 1582 heiratete er Sibylla, Tochter des Sigmund Haller von Hallerstein und seiner Gattin Sibylla Scheuerl. Aus der Ehe stammten drei Söhne und drei Töchter. Paul Sigmund (* 26. Januar 1583 in Engelthal) stand im Kriegsdienst von Nürnberg, wurde später württembergischer Oberstleutnant und Landsasse von Oberlauterhofen, während des Dreißigjährigen Krieges wurde er am 1. Juli 1620 zum Kapitän des Fähnlein Freystadt ernannt. In erster Ehe war er mit Maria Salome († 10. November 1630), Tochter des Georg Gewandschneider und seiner Frau Maria Bräuning, verheiratet (zwei jung verstorbene Söhne). Aus der Mitgift seiner Frau erwarb er das Landsassengut Woffenbach. Er und seine Frau waren lutherischen Bekenntnisses. In zweiter Ehe war er mit N. Holzschuher verehelicht (keine Kinder). Er scheint sich später den Schweden angeschlossen zu haben († vor 11. August 1636). Woffenbach ging danach an Sigmund Gabriel Holzschuher über. Andreas Ernst (* 22. Juni 1589 zu Lauf, † 7. Dezember 1627) war Pfleger zu Reichenbach, heiratete am 15. Mai 1622 Maria Salome, Tochter des Hans Joachim Nützl, Kastner zu Hersbruck, und seiner Gemahlin Margarethe Völkher aus Frankfurt. Die beiden Söhne aus der Ehe verstarben früh. Der Bruder Georg Friedrich (* 21. März 1591, † 17. November 1592) verstarb im Kindesalter. Die Schwester Sybilla (* 6. Juni 1584 in Engelthal, † 1634) heiratete am 20. April 1607 den Gabriel Ölhafen (* 29. August 1576, † 20. August 1652) aus Nürnberg, Sohn des Hans Ölhafen und der Susanne Harsdörfer. Der Ehe entsprossen neun Kinder. Barbara  (* 1. Januar 1586 in Engelthal) heiratete 1618 den Christoph Heinrich Ayrer, Sohn des Jacob Ayrer und der Susanne Neukam. Dieser war Geheimer fürstlich Brandenburgischer Rat und Leibmedicus. Justina (* 21. Mai 1587, † 22. Mai 1591) verstarb als Kind.
Tobias heiratete in zweiter Ehe am 7. Mai 1593 Martha Fürer (* 20. August 1558, † 2. Mai 1628), Tochter des Christoph Fürer und der Magdalena Tetzel. Die überlebende Tochter Susanne Marie (* 23. März 1596) heiratete am (10. November 1632) den Johann Hieronymus Imhof (* 23. März 1591, † 5. November 1669), Sohn des Philipp Imhof und der Catharina Rieter. Das Ehepaar hatte keine Kinder. Helene Jacobine (* 22. Mai 1598, † 8. Mai 1666) heiratete am (16. November 1643) den Jacob Imhof (* 12. Juli 1600, † 5. Juni 1649), Sohn des Jacob Imhof und der Maria Beheim. Das Ehepaar hatte keine Kinder. Tobias Magnus (* 15. Oktober 1601) wurde in Kriegsdiensten 1630 von Bauern erschlagen, als er für seinen Herrn, den königlich französischen Botschafter de la Charnasse mit Briefen unterwegs war.
Der Sohn Paul (* 1556, † 1595) war ein erfolgreicher Unternehmer. Nach dem frühen Tod des Pauls II. Kastner erhielt sein Sohn David Unterschnaittenbach (* 27. November 1541, † 25. April 1590). Da er bei dem Tod seines Vaters noch minderjährig war, kam er unter die Vormundschaft des Hans von Freudenberg und seines Onkels Leonhard Kastner, Münzmeister von Amberg. Am 18. Oktober 1569 1569 heiratete er Sidonie Persch von Hohenburg († 28. September 1585), Tochter des Wilhelm Persch von Harburg, Öttingischer Kanzler, und der Mutter, eine Gugel aus Nürnberg. Die Ehe blieb kinderlos. Am 31. Mai 1586 verehelichte er sich mit Margarethe, Witwe des verstorbenen Hans Lorenz von Plassenberg und eine geborene Sauerzapf von Rohrbach. Kurz überlebt hat nur die Tochter Anna Eva (* 17. Oktober 1590, † 4. Mai 1594).
Durch seine Geschäftstüchtigkeit konnte er Köttnitzmühle und Dammelsdorf (heute ein Ortsteil von Kirchenthumbach) erwerben. Er erhielt 1572 die Landsassenfreiheit für Unterschnaittenbach und seine Familie nannte sich seitdem Kastner von Unterschnaittenbach. Alle Kinder waren bereits verstorben.
Seine Witwe Margarethe heiratete den Hans Wilhelm Kastner (* 5. Juli 1561, † 1620) aus der Teunzer Linie, Münzmeister zu Neumarkt und Sohn des Leonhard Kastner und seiner Mutter Ursula Plech. Durch verschiedene Schicksalsschläge verlor er das seit dem David Kastner angehäufte Vermögen. Das Ehepaar hatte fünf Kinder, von denen der Sohn Hans Andreas (* 1596, † 1604) früh verstarb. Die Tochter Catharina Maria (* 1592) hatte 1618 den Hammerwerksbesitzer Christian Hegner von Altenweiher geheiratet, deren Schwester Margarethe (* 20. Januar 1596) heiratete im gleichen Jahr den Veit Philipp Schürstab († 1627). Die Tochter Anna Eva war beim Tod ihres Vaters noch ledig, der Sohn Hans Wilhelm (* 1603) ging unter die Soldaten. Der Sohn Hans Andreas (* 1598, † 1604) verstarb früh. Die Tochter Eva († 1625) verstarb beim Brand von Unterschnaittenbach (s. u.).
1621 wurde von den Mansfeldischen Truppen Unterschnaittenbach geplündert und verwüstet, 1625 brach noch ein Feuer aus, das den Hammer und das Schloss vernichtete. Die Witwe Margarete verbrannte dabei zusammen mit ihrer Tochter Anna Eva. Nach dieser Katastrophe kam Hans Wilhelm in die Heimat zurück und versuchte, das Werk wieder aufzubauen. Er konnte aber nur eine Mühle mit zwei Mahlgängen und eine Schneidmühle errichten, und das bei einer Schuldenlast von 11698 fl. 1627 heiratete Hans Wilhelm († 1634) die Barbara Modler († 1662), die einzige Tochter des Daniel Modler und seiner Frau Maria (geb. Kastner) . Auf diesem Weg kamen Holzhammer und Unterschnaittenbach zum dritten Mal in eine Hand. Bei seinem Tod hinterlässt er neben der Witwe seine dreijährige Tochter Eva Maria.
Die Tochter Eva Maria des Hans Wilhelm heiratete 1650 den Jacob Christoph Kastner aus Pfrentsch. Deren Sohn Hans Ludwig verstarb früh, die Tochter Anna Margarete heiratete den Johann Franz von Steinhauser und so kam 1700 der Besitz an die Steinhauser. Auch aus dieser Ehe ging nur eine Tochter hervor, nämlich Maria Anna Francisca Ernestine Steinhauser, die später ihren Vetter Johann Friedrich Joseph Münsterer von Stefling († 1742) zum Ehemann nahm. Da dieser den Holzhammer besaß, wurden nun zum vierten Mal Holzhammer und Unterschnaittenbach in einer Hand vereint. Seine Witwe verkaufte am 19. Februar 1749 den Holzhammer und am 10. Mai 1748 das Gut Unterschnaittenbach an Maria Anna von Eberts, geb. Reisser auf Troschelhammer. Damit ging der fast 300-jährige Besitz der Kastners in Unterschnaittenbach zu Ende.

## Stammliste der Kastner von Schnaittenbach
1. NN[5]

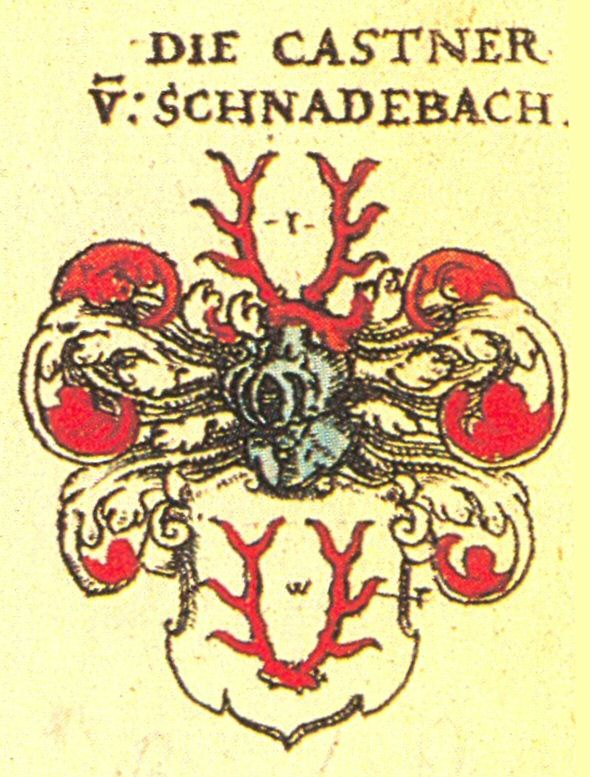
Wappen der Kastner nach Siebmachers Wappenbuch

  1. Hans I. der Ältere († 1383), Besitzer des Hammer Neumühle bei Amberg ⚭ Osanna († 1395, vermutlich geb. Schoderl, keine Kinder)
  2. Conrad Castner, Bürger von Amberg
    1. Conrad, genannt der Purzer, Bürger von Amberg ⚭ Mechtild
    2. Ulrich, genannt der Bauer ⚭ Ehe N.N. (keine Kinder)
    3. Heinrich († ledig)
    4. Tochter N.N. ⚭ Chunrat der Sleicher
    5. Tochter N.N. ⚭ N.N. Schweinkendorffer
    6. Hans II. der Jüngere, 1383 genannt († 1419), Besitzer von Eisenhammer Schellhopfen, Holzhammer und dem Hammer Unterschnaittenbach
      1. Gregor († 1444, stirbt ohne Erben), Begründer der Stiftung „Reiches Almosen“

    7. Georg (Jörg) († 1408/10), Eisenhändler
      1. N.N. Tochter
      2. Hans III., 1413 Spitalsverweser zu Amberg

    8. Urban († 1409/10), Besitzer von Hammer Althohenburg ⚭ Margarete
      1. Peter († um 1423, verstorben ohne Kinder), Besitzer von Hammer Hohenburg

  3. Friedrich Castner der Ältere bzw. Friedrich I. († zwischen 1370 und 1375), Besitzer des Hammers Rosenberg und Begründer des Hammers Holzhammer, Bürgermeister von Amberg
    1. Paulus (* um 1340, † 1378) ⚭ 1. Ehe N.N., ⚭ 2. Ehe Anna (vermutlich von Hirschberg, † um 1390)
      1. Hans wird 1405 als Pfarrer von Theuern genannt († 12. Juni 1408)
      2. Anna († 1412) ⚭ Otto Gewandschneider
      3. Friedrich Castner der Jüngere (* um 1360, † vor 1430), Besitzer von Hammer Unterschnaittenbach, Hammer Neumühle, ab 1414 Bürgermeister von Amberg ⚭ 1. Ehe Agnes Schmidin von Laman († 1393), ⚭ 2. Ehe Katharina Giesser, Tochter des Jordan Giesser, Münzmeister von Amberg († vor 1439) (acht Söhne, drei Töchter)
        1. Elsbeth († minorenn)
        2. Margarete († minorenn)
        3. Margarete (2) ⚭ Heimeran Alhart, Hammermeister und Bürger von Amberg
        4. Sigmund († 1437, ledig)
        5. Sebald († 1423, ledig)
        6. Leonhard (* um 1400, † 1468), Eisengroßhändler und Besitzer des Hammer Unterschnaittenbach ⚭ 1428 Barabara Löneysen († 1470), Tochter des Ulrich Löneysen, Bürgermeister von Sulzbach
          1. Katharina (* um 1430, † 1483) ⚭ 1. Ehe Stefan Haller zu Traidendorf († 1454), ⚭ 2. Ehe Michael Walrab von Traidendorf und Harlanden (zwei Söhne: Hans und Sebastian, und drei Töchter: Barbara, Nonne im Kloster Pielenhofen, Catharina ⚭ Ritter Hans von Saher zum Weissenstein, Margarete ⚭ Joachim von Pertolzhofen zu Fronhof und Traidendorf.)
          2. Hans der Schwarze (* um 1440, † 2. März 1497), Eisenhändler und Besitzer von dem Hammer Unterschnaittenbach, Bürgermeister von Amberg 1476–1489 und 1491–1492 ⚭ 1467 Dorothea Saurzapf († 24. Juni 1492), Tochter des Hammerwerksbesitzers Georg Sauerzapf von Röthenbach und der Dorothea, geb. Gnendorfer von Wackerstein, sieben Söhne und vier Töchter
            1. Barbara (früh verstorben)
            2. Magdalena (* 1480) ⚭ 1. Ehe Hans Walrab von Hauzendorf (vier Kinder: Melchior, Sabina, Margarethe, Barbara), ⚭ 2. Ehe Hans Schnitzer (keine Kinder)
            3. Regina (* 1481, † 1570) ⚭ 1. Ehe Linhard Viechberger zu Irlbach († 1519), Bürgermeister von Amberg (zwei Söhne, Leonhard und Dominicus, und drei Töchter, Anna und Helene, Margarethe, Dorothea), ⚭ 2. Ehe Hans Schnitters
            4. Dorothea (* 26. September 1482, † 24. Dezember 1545) ⚭ 1506 Martin Lech von Regeldorf († 22. Februar 1538), bischöflicher Münzmeister von Regensburg (Sohn Balthasar, Tochter Anna)
            5. Philipp (* 1477, † nach drei Tagen)
            6. Leonhard (* 1472, † 25. Mai 1505 zu Landshut)
            7. Heinrich (* 10. April 1475, † 1512, Eisenhändler) ⚭ 1500 Anna, Tochter des Georg Polland von Regensburg (keine Kinder)
            8. Friedrich (* 1485, † 1505 zu Landshut)
            9. Sigmund (* 1478, † 1521), Besitzer des Hammers Fronberg ⚭ 1507 Anna Stadler, Tochter des Ludwig Stadler, Licentiat von Regensburg.
              1. Barbara starb zusammen mit ihren Eltern 1521 an der Pest

            10. Wilhelm, Sohn des Hans der Schwarze, (* 24. Oktober 1475, † 19. Juli 1539), Besitzer von Hammer Unterteunz ⚭ 1507 Ursula Sauerzapf († 9. März 1560) (⚭ in 2. Ehe mit einem Plech) (fünf Söhne und sechs Töchter) [siehe Seitenlinie des Wilhelm Kastner zu Teunz]

### Linie des Andreas der Ältere
1. Andreas der Ältere bzw. Andreas I., Sohn des Hans der Schwarze, (* 29. November 1470, † 31. Oktober 1547) Besitzer von Unterschnaittenbach und von Hammergut Holzhammer, Eisengroßhändler und Bergwerksbesitzer. ⚭ 1499 Clara Plech († 11. Oktober 1540), Tochter des Conrad Plech, Bürgermeister von Amberg, und der Anna, Tochter des Heinrich Heider von Neumarkt, zehn Kinder (sechs Töchter, vier Söhne), seine drei überlebenden Söhne (Andreas II., Veit und Paulus) sollten durch Los über ihr Erbteil entscheiden.
  1. Dorothea (* 20. Januar 1503), ⚭ 1525 Paulus Hegner von Altenweiher (Sohn Andreas und vier Töchter: Dorothea ⚭ 1. Ehe N.N. Linkh, ⚭ 2. Ehe Hieronymus Imhoff, Margarethe ⚭ Hans Steinhauser, kurfürstlicher Rentmeister, Barbara ⚭ 1. Ehe Augustin Eck, ⚭ 2. Ehe Leingard Kastner von der Weiden, Catharina, starb ledig)
  2. Magdalena (* 1505, † 1521 an der Pest)
  3. Alexander (* 1507, † 1531 ledig)
  4. Barbara (* 16. Mai 1511, † 3. Juli 1581) ⚭ 1536 Michael Schwaiger, Bürgermeister von Amberg (drei Söhne: Georg, Jobst, Paulus, Tochter Magdalena)
  5. Anna (* 13. Dezember 1513, † 9. März 1542) ⚭ 1536 Michael Zollner von Brand zu Bamberg
  6. Catharina (* 1516, † 12. Februar 1582) ⚭ 1538 Lorenz Moller von Heitzenhofen (Sohn Georg, drei Töchter: Maria, ledig verstorben, Cordula ⚭ Mathes Altmann von Burglengenfeld, Clara ⚭ 1. Ehe Georg Eder von Regensburg [zwei Söhne: Christof, Hieronymus], ⚭ 2. Ehe N.N. Polag [zwei Söhne])
  7. Margarethe (* 7. September 1519, † 1520)
  8. Andreas II., Sohn des Andreas der Ältere, (* 16. März 1501, † 31. Januar 1552) Großindustrieller und Besitzer des Holzhammers ⚭ 1532 Margarethe, († 3. Juli 1557) Tochter des Regensburger Patriziers Wolfgang Portner und dessen Gemahlin Margarethe, Tochter des Lukas Fugger aus Augsburg, (zwölf Kinder, acht früh verstorben)
    1. Walburga (* 1536) ⚭ 1562 Hans Gerstner von Görlitz (drei Töchter)
    2. Kaspar (* 7. Januar 1550, † 9. Juli 1624), Besitzer Winkelburg in Hirschau und Landsasse ⚭ 27. März 1587) Justine († 13. April 1578), Witwe des Kaspar Ottmayer von Amberg und eine geborene Modler (keine Kinder)
    3. Willibald (* 11. August 1546, † 7. Mai 1604), Besitzer von Hammer Pfrentsch und Hammer Altendresswitz ⚭ 14. Januar 1574 Margarethe, Tochter des Hanns Sauerzapf des Jüngeren von Altendresswitz und seiner Frau Agnes Pfinzing (* 1553) (sieben Töchter und vier Söhne)
    4. Hans Ludwig (* 1541, † 1572) ⚭ 12. Juni 1564 Barbara Grafenauer(† 6. März 1586), Tochter des Sigmund Grafenauer von Straubing und seiner Frau Barbara Förstl (drei ledig verstorbene Söhne, Alexander, Hans Christoph, Hans Ludwig und drei Töchter)
      1. Christine (* 25. Dezember 1567, † 1596 in Vilseck) ⚭ 1. Dezember 1589 Georg Zerreiß, Hammerwerksbesitzer von Langenbruck (zwei überlebende Kinder)
      2. Barbara (* 11. April 1569, † 1. Juli 1603) ⚭ 29. Juli 1590 Veit Hanns Sauerzapf († 25. Mai 1613) von Altendreßwitz
      3. Anna Maria (* 8. Dezember 1571) Erbin des Holzhammers ⚭ 19. Februar 1598 Daniel Modler(† 29. September 1615) aus Amberg (acht Söhne und fünf Töchter, zumeist früh verstorben)
        1. Philipp Ludwig Modler (* 1605, † 1621), Soldat im schwedischen Heer
        2. Barbara Modler (* 1598, † 1662) ⚭ 1. Ehe Hans Wilhelm Castner († 1634) von Unterschnaittenbach (Tochter Eva Maria), ⚭ 2. Ehe Philipp Jacob von Steinling auf Steinbach und Weickersried († 18. August 1641 zu Hirschau (Tochter Maria Elisabeth), ⚭ 3. Ehe 1649 Claudius Schorri († 27. April 1663), Hammermeister
          1. Eva Maria Castner, blieb im Besitz von Unterschnaittenbach ⚭ 1. Ehe 1650 Jacob Christoph Kastner aus der Linie Pfrentsch-Altendreßwitz
            1. Anna Margarethe ⚭ Johann Franz von Steinhauser

          2. Maria Elisabeth Steinling ⚭ Johann Münsterer von Stefling, blieb im Besitz von Holzhammer
            1. Maria Anna Franzisca Steinhauser ⚭ Johann Friedrich Josef Münsterer († 1742), die Witwe verkaufte 1747 den Holzhammer
              1. Rudolf Ferdinand Adam Münsterer

### Seitenlinie des Veit Kastner
1. Veit, Sohn des Andreas der Ältere (* 15. Juni 1521, † 16. Juli 1555), erbte die Amberger Häuser und Besitzungen, Eisenhändler und Erzgrubenbesitzer ⚭ Ursula († 6. Juli 1567), die Tochter des Sebald Pfinzings von Nürnberg-Lichtenhof und der Catharina Ploben (sieben Töchter, von denen drei früh verstarben, und drei Söhne), (2. Ehe der Ursula mit Stefan Frey, pfälzischer Sekretär zu Amberg)
  1. Ursula (* 23. November 1541, † 1604 in Eger) ⚭ 19. November 1560) Leonhard Müntzer († 1588), Stadtkämmerer von Amberg (sieben Kinder hervor, drei Töchter starben jung)
  2. Apollonia (* 18. Juli 1546 in Nürnberg-Lichtenhof, † 6. Dezember 1583) ⚭ 25. August 1567 Leonhard Renner († 21. Januar 1596), Ratsmitglied in Amberg (drei Kinder)
  3. Anna (* 16. Dezember 1549, † 2. Januar 1615) ⚭ 21. Juli 1571 Caspar Ering (13. Januar 1589), Kirchenverwalter zu Amberg (elf Kinder, drei überlebend)
  4. Clara (* 16. Dezember 1549, † 11. März 1577), ⚭ 9. Februar 1574 den Hieronymus Pirkner († 23. April 1594), Ratsmitglied von Amberg (⚭ 2. Ehe mit Susanna Lerchenfelder, keine Kinder) (Sohn Balthasar (* 4. Oktober 1580)
  5. Sebald (* 29. April 1548), Eisenhändler in Regensburg, ⚭ 1. Ehe Barbara Ölper(† 3. Mai 1574 an der Pest) von Esslingen, ⚭ 2. Ehe 25. Februar 1577 Jacobe, geborene Lerchenfelder und Witwe des Wolf Hayfelder, Marktrichter von Rosenheim (Tochter Dorothe)
    1. Christoph (* 1551, † 1590), Soldat
    2. Veit (* 29. Februar 1556 in Amberg, Testament vom 11. Januar 1613), Eisengroßhändler (dreimal verheiratet, aber alle seine Frauen verstarben nach kurzer Ehe)

### Seitenlinie des Wilhelm Kastner zu Teunz
1. Wilhelm Kastner zu Teunz, Sohn des Hans der Schwarze, (* 24. Oktober 1475, † 19. Juli 1539), Besitzer von Hammer Unterteunz ⚭ 1507 Ursula Sauerzapf († 9. März 1560) (⚭ in 2. Ehe mit einem Plech) (fünf Söhne und sechs Töchter)
  1. Anna Catharina (* 1508, † 1508)
  2. Barbara (* 18. November 1509, † 1574) ⚭ 1. Ehe 1530 Claus Stolz († 24. Mai 1541) von Amberg (fünf Kinder), ⚭ 2. Ehe 1550 Georg Baumeister († 1554)
  3. Margarethe (* 1511, † 1586 in Amberg) ⚭1534 oder 1535 Jacob Fischer († 1576), Bürgermeister von Kemnath (vier Kinder: Hans, Wolf, Gabriel, Magdalena)
  4. Magdalena (* 1517, † 23. Juni 1590) ⚭ 1538 Melchior Vogt († 9. Oktober 1567), pfalzgräflicher und herzoglicher Zeugmeister in München (neun Kinder)
  5. Margarethe (* 1522, † 1546) ⚭ 1544 Martin Kodaus, Pulvermacher aus Regensburg
  6. Barbara (* 1533, † 4. Februar 1570) ⚭ 1. Ehe 1559 Wolf Kueffer zu Regensburg, Konrektor der Poetenschule (vier Kinder), ⚭ 2. Ehe 1569 David Lang († 1605), Salpetersieder von Regensburg (zwei Kinder).
  7. Paulus III (* 1515, † 9. Februar 1561) ⚭ 27. September 1547 Dorothea, Tochter des Martin Wahl, Münzmeister von Regensburg (acht Kinder, von denen fünf überlebten)
    1. Afra (* 1549, † 1606) ⚭ 27. September 1573 Ambrosius Schuß von Regensburg (sieben Kinder)
    2. Ursula (* 9. November 1550) ⚭ 1579 Thomas Schuß von Regensburg (sieben Kinder)
    3. Barbara (* 4. August 1556, † 9. August 1594) ⚭ 1. Ehe Christoph Schäfer († 1590) von Regensburg (fünf Kinder, nur ein Sohn überlebte), ⚭ 2. Ehe 12. Juni 1592 Hans Wiedemann (keine Kinder)
    4. Wolfgang (* 30. Oktober 1554), am 13. Mai 1583 an der Universität Padua zum Doktor der Theologie promoviert, 1606 herzoglich bayerischer Rat und Canonicus bei St. Maria in München und 1607 Chorherr
    5. Philipp (* 15. August 1560), Junker beim Pfälzischen Herzog, gefallen in der Schlacht bei Raab
    6. Egidius (* 1518, † 1577), 1557 Hofrat des Markgrafen von Baden-Hochberg ⚭ 28. Mai 1554 Anna († 27. September 1573), Tochter des Hans Eytel Rechberger von Klingenau (sieben Kinder, vier früh verstorben)
      1. Carl (* 1557, † 1594), Soldat in Frankreich ⚭ 8. April 1583 Ursula Söllner (zwei Kinder)
        1. Egidius (* 1584 in Wimpfen)

      2. Clara Anna (* 1555), geistig eingeschränkt, gestorben im Kloster St. Margarethen in Straßburg
      3. Ruprecht (* 1562, † 8. Januar 1599), markgräflich badischer Hof- und Kammerrat, gestorben beim Durchreiten der Elz

    7. Martin (* 1525, † 19. März 1564 in Graben), Fähnrich in Frankreich und Soldat
    8. Jacob (* 1529, † unbekannt), Besitzer von Wischenhofen ⚭ Anna Hertenhammer aus Böhmisch-Budweis (⚭ 1. Ehe Erhard Niedermeier)
    9. Domenicus († 1591) Leutnant ⚭ 1. Ehe Margarethe Vischerin, Witwe des Ferdinand von Taxis, ⚭ 2. Ehe mit einer Tochter des Hans Schaller von Augsburg (Kinder sind nicht bekannt)
      1. Ursula (* 1548) ⚭ 23. Juli 1582 Wolf Poblinger († 17. Oktober 1601), Kastner zu Vohenstrauß (Kinder sind nicht bekannt)

  8. Leonhard, Sohn des Wilhelm Kastner zu Teunz, (* 3. August 1513, † 7. Juni 1573), Münzmeister von Amberg ⚭ 1. Ehe 15. Januar 1545 Martha († 29. Januar 1548), Tochter des Paul Schneider von Holzhammer (Kinder früh verstorben), ⚭ 2. Ehe 13. Juni 1548 Ursula (* 1526, † 25. Mai 1589), Tochter des Erhard Plech von Amberg
    1. Ursula (* 15. Mai 1546, † 14. August 1558 in Regensburg)
    2. Gabriel (* 15. Juni 1549 in Neumarkt, † 25. Januar 1611 in Freihung), Eisenhändler und Erzgrubenbesitzer ⚭ 1. Ehe 5. Juli 1575 Veronika († 6. Februar 1601), Tochter des Eucharius Geißler, Hofkastner zu Amberg, und seiner Gattin Katharina, ⚭ 2. Ehe 16. März 1602 Anna, geborene Eck, Witwe des Hans Ficht, Ratsherr zu Amberg
    3. Georg Thomas (* 2. Januar 1551 in Neumarkt, † 19. März 1615 in Holzhammer), Eisenhändler ⚭ 9. November 1579 Barbara, Tochter des Achatius Roggenbach und der Ursula Schütz von Nürnberg
      1. Anna Maria (* 1581, † 1583)

    4. Ursula (* 30. Mai 1552 in Neumarkt, † 1. Mai 1601 in Ittlhofen) ⚭ 16. August 1575 Carolus Apianus von Ittlhofen, gen. Bienwitz († 9. März 1600) (keine Kinder)

## Wappen
Rotes Hirschgeweih auf silbernem Grund.